# EuroVelo
EuroVelo – europejska sieć szlaków rowerowych. Jest to projekt Europejskiej Federacji Cyklistów, którego celem jest budowa dziewiętnastu długodystansowych szlaków rowerowych biegnących przez całą Europę. Całkowita długość szlaków ma wynosić prawie 90 tysięcy km. Sieć Eurovelo składa się (listopad 2019) z szesnastu szlaków o łącznej długości ponad 45 tysięcy km.
Szlaki te mają sprzyjać rozwojowi turystyki rowerowej na całym kontynencie; budowane są w oparciu o już istniejącą sieć lokalnych, regionalnych oraz krajowych ścieżek i tras rowerowych, łącząc je w jeden system.
EuroVelo jest współfinansowane przez Unię Europejską.

## Szlaki EuroVelo w skrócie

Schemat szlaków EuroVelo

### Trasy Północ – Południe
EV 1 – Szlak Wybrzeżem Atlantyku: Przylądek Północny – Sagres (8 186 km)
 EV 3 – Szlak Pielgrzymi: Trondheim – Santiago de Compostela (5 122 km)
 EV 5 – Via Romea Francigena: Londyn – Rzym i Brindisi (3,9 tys. km)
 EV 7 – Szlak Słońca: Przylądek Północny – Malta (7 409 km)
 EV 9 – Bałtyk – Adriatyk: Gdańsk – Pula (1 930 km)
 EV 11 – Szlak Europy Wschodniej: Przylądek Północny – Ateny (5 984 km)
EV 13 – Szlak Żelaznej Kurtyny: Kirkenes – Rezowo (10 400 km)
EV 15 – Szlak Renu: Andermatt – Hoek van Holland (1320 km)

### Trasy Zachód – Wschód
EV 2 – Szlak Stolic: Galway – Moskwa (5,5 tys. km)
 EV 4 – Szlak Europy Centralnej: Roscoff – Kijów (4 tys. km)
 EV 6 – Atlantyk – Morze Czarne: Nantes – Konstanca (4 448 km)
 EV 8 – Szlak Śródziemnomorski: Kadyks – Ateny (5 888 km)

### Trasy Okrężne
EV 10 – Szlak Wokół Bałtyku: (7980 km)
 EV 12 – Szlak Wokół Morza Północnego: (5932 km)

## Cele i administracja EuroVelo
Celem EuroVelo jest zachęcenie ludzi do częstszego podróżowania rowerem zamiast samochodem. Choć niektórzy będą mogli zaznać doświadczenia jazdy rowerem przez cały kontynent, większość podróży ścieżkami EuroVelo odbywać się będzie lokalnie – do szkoły, pracy, na zakupy czy dla relaksu. Jednak każda podróż takim szlakiem będzie nieco bardziej podniecająca, gdyż użytkownik będzie miał świadomość, że z danego miejsca może śmiało dojechać rowerem do Moskwy, Aten czy Santiago de Compostela.
Budowa ścieżek EuroVelo jest prowadzona przez państwowe, regionalne i lokalne organy władzy oraz organizacje pozarządowe we wszystkich krajach Europy. Międzynarodowy status szlaków wybranych na fragment sieci EuroVelo pomaga w zdobyciu funduszy i poparcia politycznego dla budowy. Jedynie szlaki zaaprobowane przez koordynatora EuroVelo mają prawo do używania tejże nazwy; jest to ważny symbol jakości zarówno dla rowerzysty, jak i promotora szlaku.

## Główne punkty szlaków EuroVelo
| Numer szlaku | Nazwa szlaku                 | Biegnie przez miasta | Biegnie przez państwa | Długość (km) |
| ------------ | ---------------------------- | --- | --- | ------------ |
| EV1          | Szlak Wybrzeżem Atlantyku    | Przylądek Północny (EV7, EV11) – Wybrzeże Norwegii – Trondheim (EV3) – Bergen (EV12) – Aberdeen (EV12) – Inverness (EV12) – Glasgow – Stranraer – Belfast – Galway (EV2) – Cork – Rosslare – Fishguard – Bristol (EV2) – Plymouth – Roscoff (EV4) – Nantes (EV6) – La Rochelle – Bayonne – Pampeluna (EV3) – Burgos – Salamanka – Mérida – Faro – Sagres | Norwegia, Wielka Brytania, Irlandia, Francja, Hiszpania, Portugalia                                                                                      | 8186         |
| EV2          | Szlak Stolic                 | Galway (EV1) – Dublin – Holyhead – Bristol (EV1) – Londyn (EV5) – Harwich – Haga – Utrecht – Münster (EV3) – Goslar – Dessau-Roßlau – Berlin (EV7) – Kostrzyn nad Odrą – Poznań (EV9) – Gniezno – Włocławek – Warszawa (EV11) – Siedlce – Białowieża – Mińsk – Smoleńsk – Moskwa | Irlandia, Wielka Brytania, Holandia, Niemcy, Polska, Białoruś, Rosja                                                                                     | 5500         |
| EV3          | Szlak Pielgrzymi             | Trondheim (EV1) – Lillehammer – Hamar – Oslo – Sarpsborg – Göteborg (EV12) – Frederikshavn (EV12) – Aalborg – Viborg – Rendsburg – Hamburg (EV12) – Brema – Münster (EV2) – Duisburg (EV15) – Düsseldorf (EV4) – Kolonia – Bonn – Akwizgran – Liège – Namur (EV5) – Charleroi – Compiègne – Paryż – Orlean (EV6) – Tours (EV6) – Bordeaux – Mont-de-Marsan – Pampeluna (EV1) – Burgos – León (Hiszpania) – Santiago de Compostela | Norwegia, Szwecja, Dania, Niemcy, Belgia, Francja, Hiszpania                                                                                             | 5122         |
| EV4          | Szlak Europy Centralnej      | Roscoff (EV1) – francuskie wybrzeże Atlantyku – Hawr – Calais (EV5) – Dunkierka – Ostenda – Middelburg – Breda – Eindhoven – Düsseldorf (EV3, EV15) – Kolonia (EV15) – Bonn (EV15) – Koblencja (EV15) – Moguncja (EV15) – Frankfurt nad Menem – Würzburg – Bamberg – Bayreuth – Karlowe Wary – Praga (EV7) – Brno (EV9) – Ostrawa – Jastrzębie-Zdrój – Pszczyna – Kraków (EV11) – Tarnów – Rzeszów – Przemyśl – Lwów – Żytomierz – Kijów | Francja, Belgia, Niemcy, Czechy, Polska, Ukraina | 4000         |
| EV5          | Via Roma Francigena          | Londyn (EV2) – Canterbury – Dover – Calais (EV4) – Lille – Bruksela – Namur (EV3) – Arlon – Luksemburg – Saarbrücken – Strasburg (EV15) – Bazylea (EV6) – Lucerna – Andermatt (EV15) – Como – Mediolan – Piacenza (EV8) – Siena – Rzym (EV7) – Tarent – Brindisi | Wielka Brytania, Francja, Belgia, Luksemburg, Szwajcaria, Włochy                                                                                         | 3900         |
| EV6          | Atlantyk – Morze Czarne      | Nantes (EV1) – Tours (EV3) – Orlean (EV3) – Nevers – Paray-le-Monial – Chalon-sur-Saône – Besançon – Montbéliard – Miluza – Bazylea (EV5, EV15) – Szafuza – Singen (Hohentwiel) – Ulm – Ingolstadt – Ratyzbona – Passau (EV7) – Linz – Krems an der Donau – Wiedeń (EV9) – Bratysława (EV13) – Komárno – Štúrovo – Győr – Budapeszt – Baja – Bačka Palanka – Nowy Sad – Belgrad (EV11) – Drobeta-Turnu Severin – Cernavodă – Braiła – Gałacz – Tulcza – Konstanca | Francja, Szwajcaria, Niemcy, Austria, Słowacja, Węgry, Serbia, Rumunia                                                                                   | 4448         |
| EV7          | Szlak Słońca                 | Przylądek Północny (EV1, EV11) – Lakselv – Gällivare – Luleå (EV10) – Umeå (EV10) – Sundsvall – Örebro – Helsingborg – Malmö (EV10) – Kopenhaga (EV10) – Nykøbing Falster – Gedser – Rostock (EV10, EV13) – Waren (Müritz) – Berlin (EV2) – Poczdam (EV2) – Wittenberga (EV2) – Drezno – Uście nad Łabą – Litomierzyce – Roudnice nad Labem – Mielnik (Czechy) – Kralupy nad Vltavou – Praga (EV4) – Czeskie Budziejowice – Český Krumlov – Linz (EV6) – Passau (EV6) – Braunau am Inn – Salzburg – St. Johann im Pongau – Lienz – Bruneck – Bolzano – Trydent – Mantua (EV8) – Bolonia – Prato – Florencja – Rzym (EV5) – Neapol – Mesyna – Katania – Syrakuzy – Malta | Norwegia, Szwecja, Dania, Niemcy, Czechy, Austria, Włochy, Malta                                                                                         | 7409         |
| EV8          | Szlak Śródziemnomorski       | Kadyks – Málaga – Grenada – Walencja – Barcelona – Montpellier – Nicea – Monako – Turyn – Pawia (EV5) – Piacenza (EV5) – Mantua (EV7) – Ferrara – Wenecja – Triest (EV9) – Koper (miasto) – Pula – Rijeka – Zadar – Split – Neum – Dubrownik – Herceg Novi – Kotor – Cetinje – Podgorica – Szkodra – Tirana – Durrës – Patras – Korynt – Ateny (EV11) | Hiszpania, Francja, Monako, Włochy, Słowenia, Chorwacja, Czarnogóra, Albania, Grecja                                                                     | 5888         |
| EV9          | Bałtyk – Adriatyk            | Gdańsk (EV10) – Bydgoszcz – Gniezno (EV2) – Poznań – Wrocław – Kąty Wrocławskie – Świdnica – Ołomuniec – Brno (EV4) – Brzecław – Wiedeń (EV6) – Maribor – Lublana – Triest (EV8) – Pula | Polska, Czechy, Austria, Słowenia, Włochy, Chorwacja | 1930         |
| EV10         | Szlak Wokół Bałtyku          | Sankt Petersburg – Helsinki (EV11) – Vaasa – Oulu – Haparanda (EV7) – Sundsvall (EV7) – Sztokholm – Ystad – Malmö; – Kopenhaga (EV7) – Odense (EV3) – Rostock (EV7) – Świnoujście – Gdańsk (EV9) – Królewiec – Kłajpeda – Ryga – Tallinn (EV11) – Sankt Petersburg | Rosja, Finlandia, Szwecja, Dania, Niemcy, Polska, Litwa, Łotwa, Estonia                                                                                  | 7980         |
| EV11         | Szlak Europy Wschodniej      | Przylądek Północny (EV1, EV7) – Fińskie Jeziora – Helsinki (EV10) – Tallinn (EV10) – Tartu – Wilno – Warszawa (EV2) – Kraków (EV4) – Koszyce – Belgrad (EV6) – Skopje – Saloniki – Ateny (EV8) | Norwegia, Finlandia, Estonia, Łotwa, Litwa, Polska, Słowacja, Węgry, Serbia, Macedonia Północna, Grecja                                                  | 5984         |
| EV12         | Szlak Wokół Morza Północnego | Bergen (EV1) – Stavanger – Kristiansand – Göteborg (EV3) – Varberg – Grenaa – Frederikshaven (EV3) – Hirtshals – Esbjerg – Hamburg (EV3) – Haga (EV2) – Rotterdam – Harwich (EV2) – Kingston upon Hull – Newcastle – Edynburg – Aberdeen (EV1) – Inverness (EV1) – Thurso – Orkady – Szetlandy – Bergen (EV1) | Norwegia, Szwecja, Dania, Niemcy, Holandia, Wielka Brytania                                                                                              | 5932         |
| EV13         | Szlak Żelaznej Kurtyny       | Szeged – Jimbolia – Vrsac – Orșova – Kladovo – Zaječar – Knjaževac – Pirot – Dragoman – Kiustendił – Strumica – Petricz – Goce Dełczew – Smolan – Kyprinos – Swilengrad – Edirne – Małko Tyrnowo – Rezowo | Finlandia, Rosja, Estonia, Łotwa, Litwa, Polska, Niemcy, Czechy, Austria, Słowacja, Węgry, Rumunia, Serbia, Bułgaria, Macedonia Północna, Grecja, Turcja | 10400        |
| EV15         | Szlak Renu                   | Andermatt – Chur – Schaffhausen – Basel (EV5-EV6) – Huningue – Neuf-Brisach – Strasbourg (EV5) – Lauterbourg – Karlsruhe – Ludwigshafen – Mannheim – Moguncja – Wiesbaden – Bingen – Koblencja – Bonn – Kolonia – Düsseldorf – Duisburg – Xanten – Arnhem – Utrecht – Rotterdam | Szwajcaria, Francja, Niemcy, Holandia | 1320         |

## EuroVelo 1
EuroVelo 1 zwany jest jako Szlak Wybrzeżem Atlantyku.

## EuroVelo 2
EuroVelo 2 zwany jest jako Szlak Stolic. Przebiega od Galway w Irlandii do Moskwy w Rosji. Przechodzi przez siedem państw: Irlandię, Anglię, Holandię, Niemcy, Polskę, Białoruś i Rosję. Jak potoczna nazwa wskazuje, trasa biegnie przez niektóre stolice państw wyżej wymienionych: Dublin, Londyn, Berlin, Warszawa, Mińsk i Moskwa.

### EuroVelo 2 w Polsce
EuroVelo 2 w Polsce oznaczony jest jako Szlak Rowerowy R-2.

## EuroVelo 3
EuroVelo 3 zwany jest jako Szlak Pielgrzymów. Przebiega od Trondheim w Norwegii do Santiago de Compostela w Hiszpanii. Biegnie wzdłuż starych dróg – tras pielgrzymek odbywanych w średniowieczu do miejsc kultu religijnego. Przechodzi przez siedem państw: Norwegię, Szwecję, Danię, Niemcy, Belgię, Francję i Hiszpanię. Większość z tych krajów ma rozwiniętą sieć dróg rowerowych, używanych jako część EV3.

## EuroVelo 4
EuroVelo 4 zwany jest jako Szlak Europy Centralnej.

### EuroVelo 4 w Polsce
EuroVelo 4 w Polsce oznaczony jest jako Szlak Rowerowy R-4. Przebiega przez tereny województw: śląskiego i małopolskiego. W przyszłości także podkarpackiego.
Trasę można obejrzeć na mapie tutaj. Trasa jest wyznakowana w terenie od granicy czesko-polskiej do Krakowa. Odcinek Pszczyna – Kraków pokrywa się z Międzynarodowym Szlakiem Rowerowym Greenways Kraków – Morawy – Wiedeń.

#### 1. Chałupki (CZ/PL) – Kraków
Odcinek Chałupki (granica państwa) – Kraków ma 182 km długości.
Chałupki – Zabełków – Olza – Uchylsko – Gorzyczki – Łaziska – Godów – Gołkowice – Jastrzębie-Zdrój – Golasowice – Zbytków – Strumień – Wisła Mała– Studzionka – Wisła Wielka – Łąka – Pszczyna – Miedźna – Wola – Harmęże (most na Wiśle) – Brzezinka – Oświęcim – Las – Wygiełzów – Alwernia – Grojec – Rudno – lasy teńczyńskie – Baczyn – Mników – Cholerzyn – Kryspinów – Kraków (Wawel)

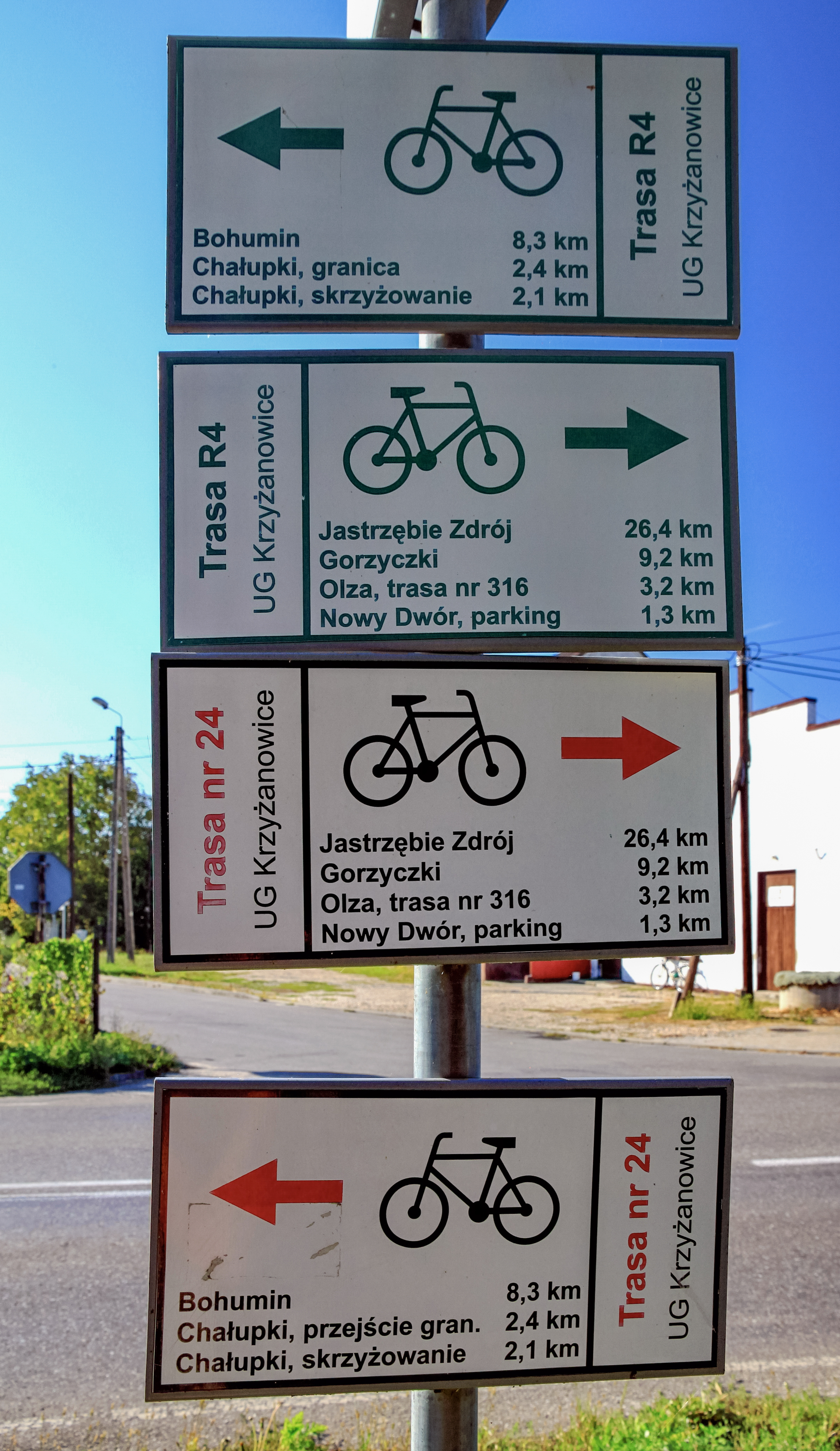
Tablice trasy rowerowej EuroVelo 4 (R-4) w Zabełkowie w gminie Krzyżanowice
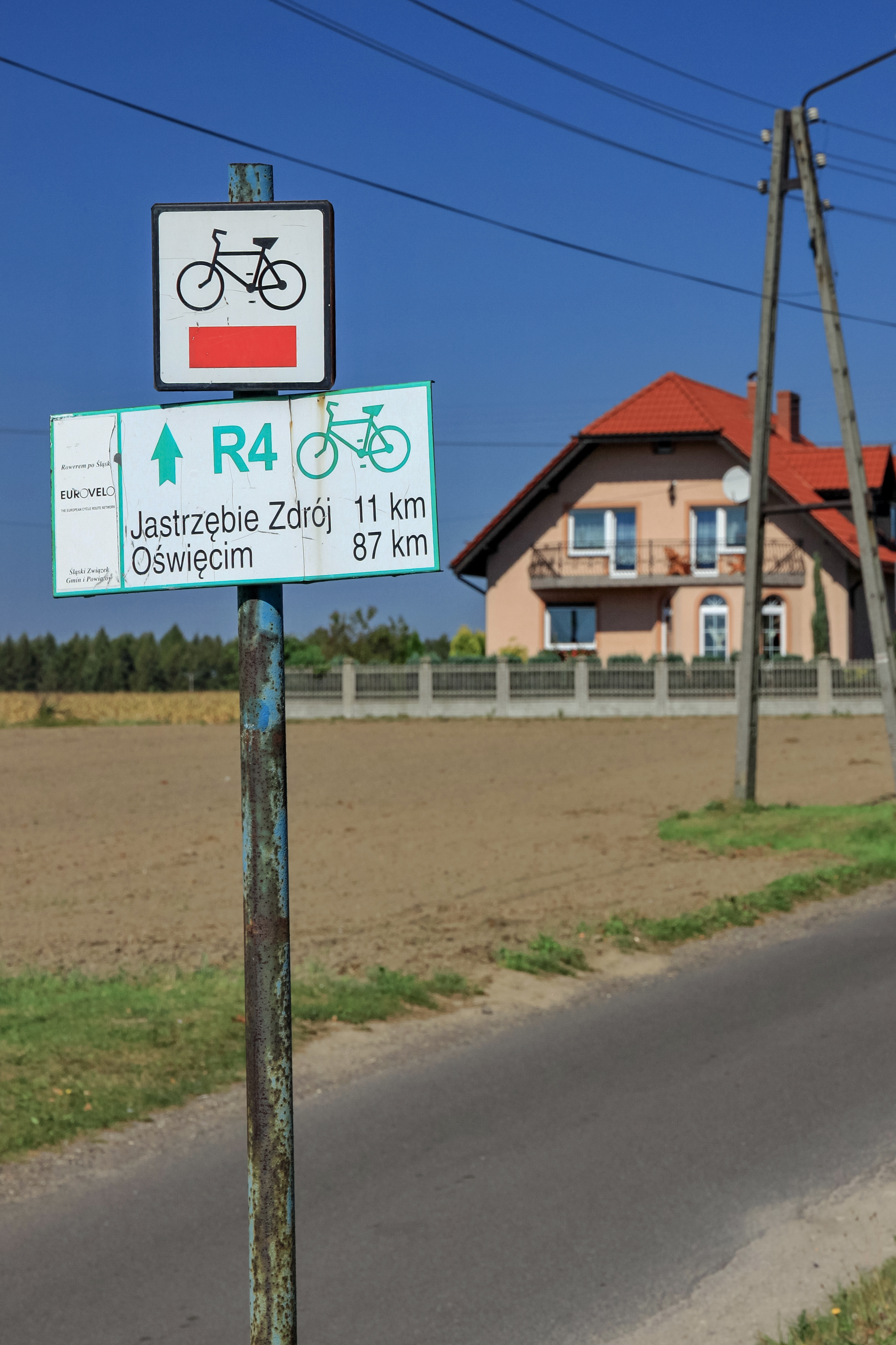
Tablica trasy rowerowej EuroVelo 4 (R-4) w Gołkowicach w gminie Godów
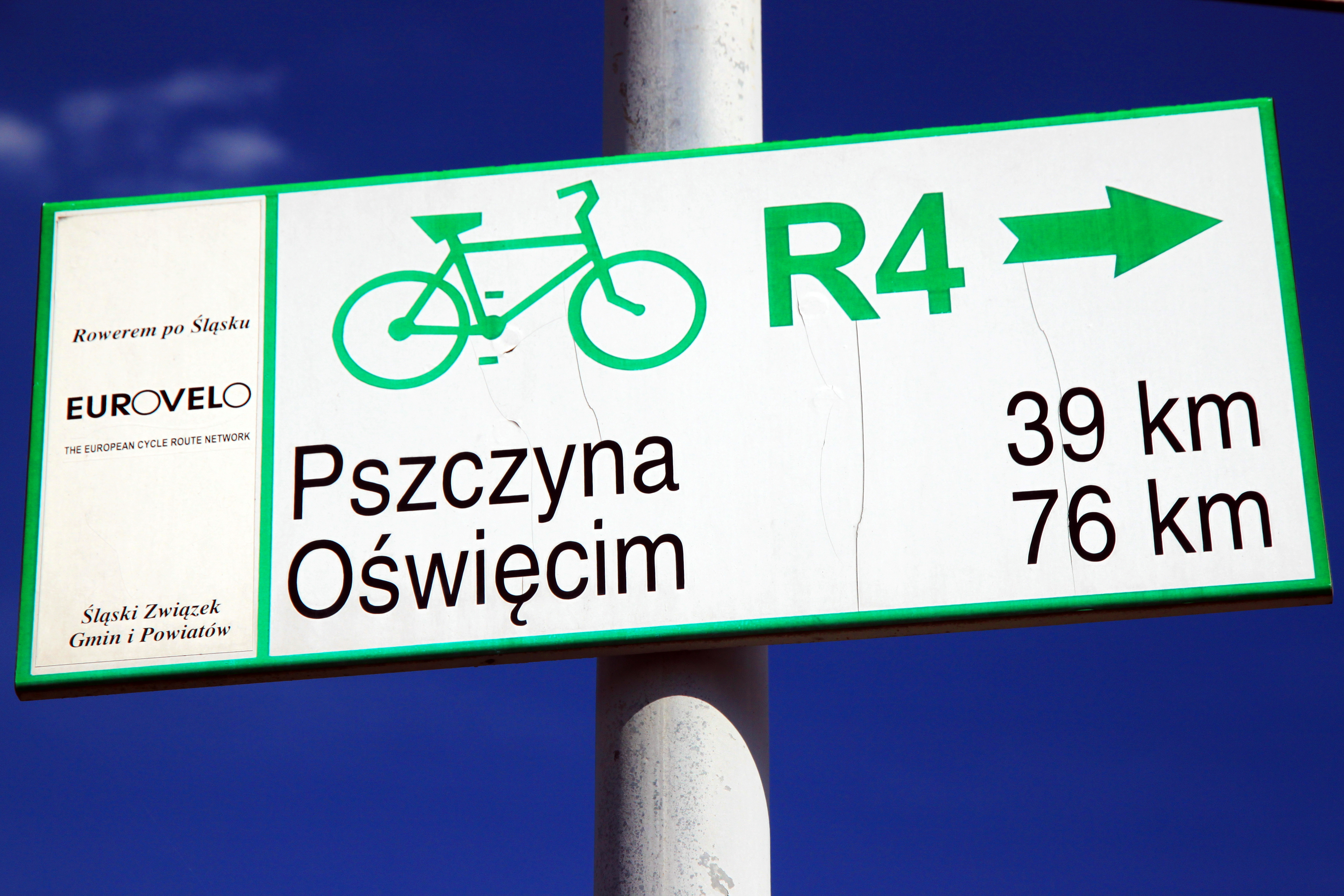
Tablica trasy rowerowej EuroVelo 4 (R-4) w Jastrzębiu-Zdroju
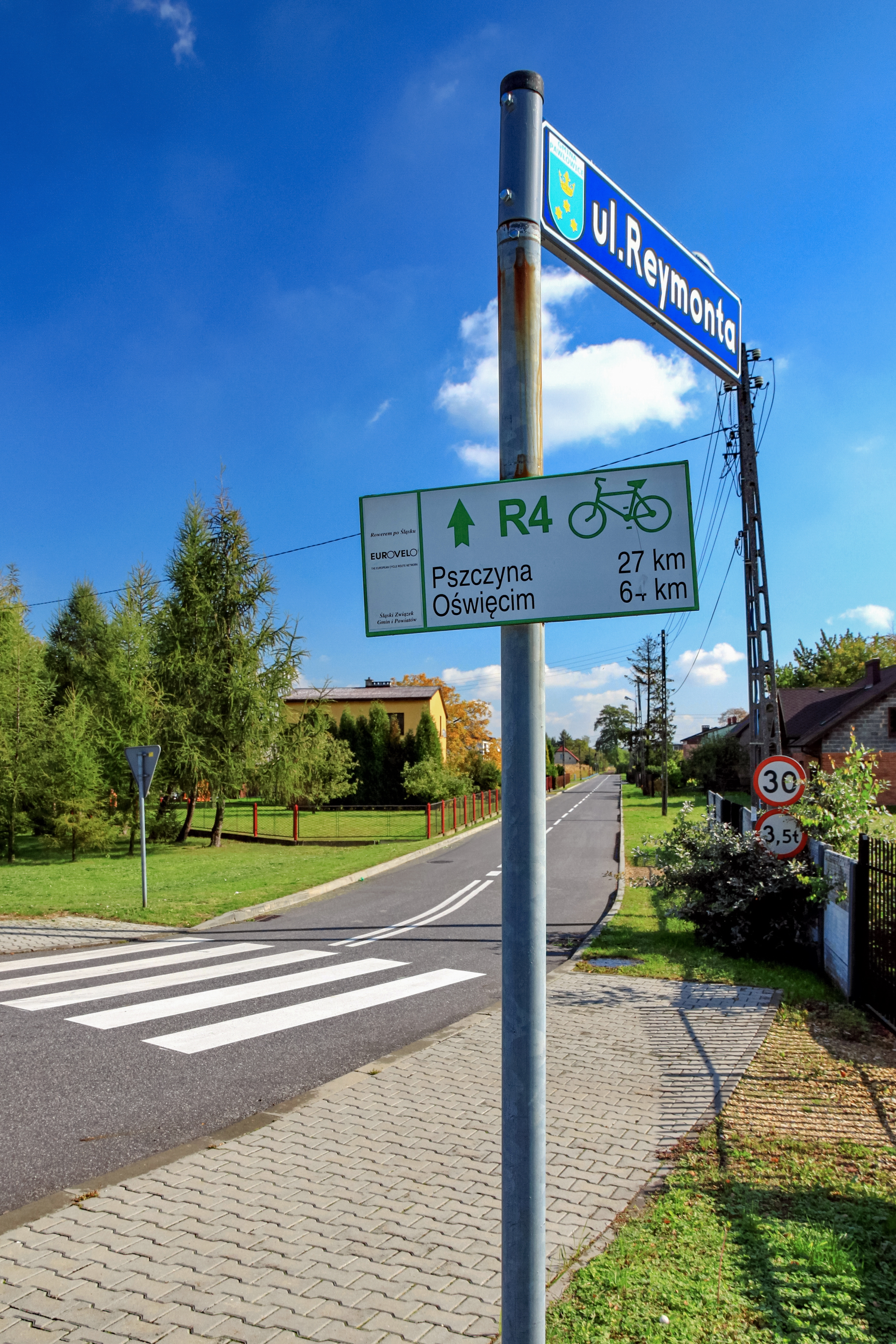
Tablica trasy rowerowej EuroVelo 4 (R-4) w Golasowicach w gminie Pawłowice
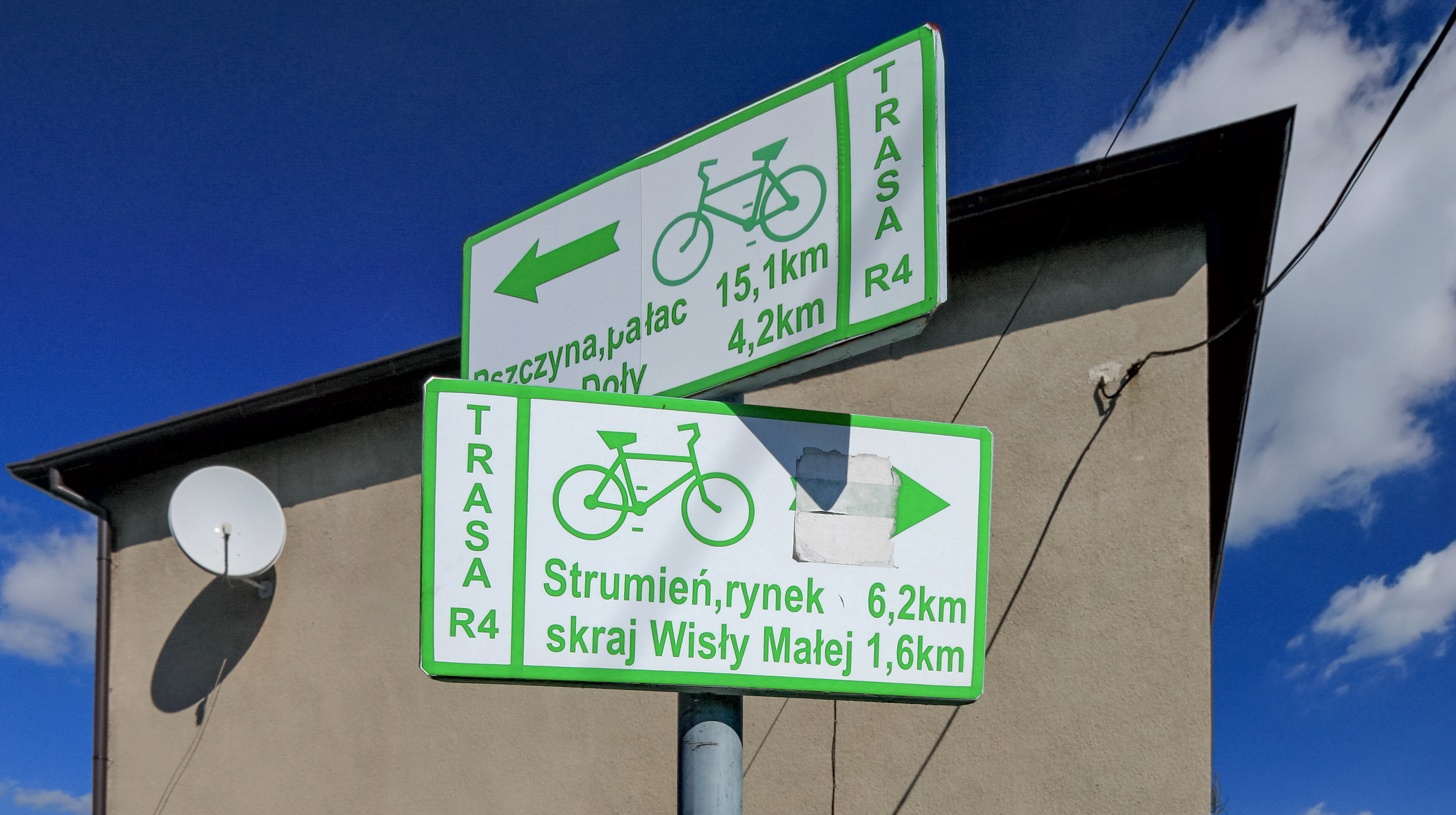
Tablice trasy rowerowej EuroVelo 4 (R-4) w Studzionce w gminie Pszczyna

## EuroVelo 5
EuroVelo 5 zwany jest jako Via Romea Francigena.

## EuroVelo 6
EuroVelo 6 zwany jest jako Atlantyk – Morze Czarne. Ciągnie się od Nantes nad Loarą, wzdłuż rzeki na wschód przez Francję. Następnie biegnie do Jeziora Bodeńskiego w Szwajcarii i w dół Dunaju przez Niemcy, Austrię, Słowację, Węgry, Serbię, Bułgarię i Rumunię do ujścia Dunaju w Konstancy nad Morzem Czarnym. EV6 częściowo składa się z popularnej drogi rowerowej Donauradweg (Naddunajska Droga Rowerowa), która ciągnie się od Donaueschingen, Ulm i Pasawa w Niemczech przez Austrię do Wiednia; dalej biegnie do Bratysławy na Słowacji.

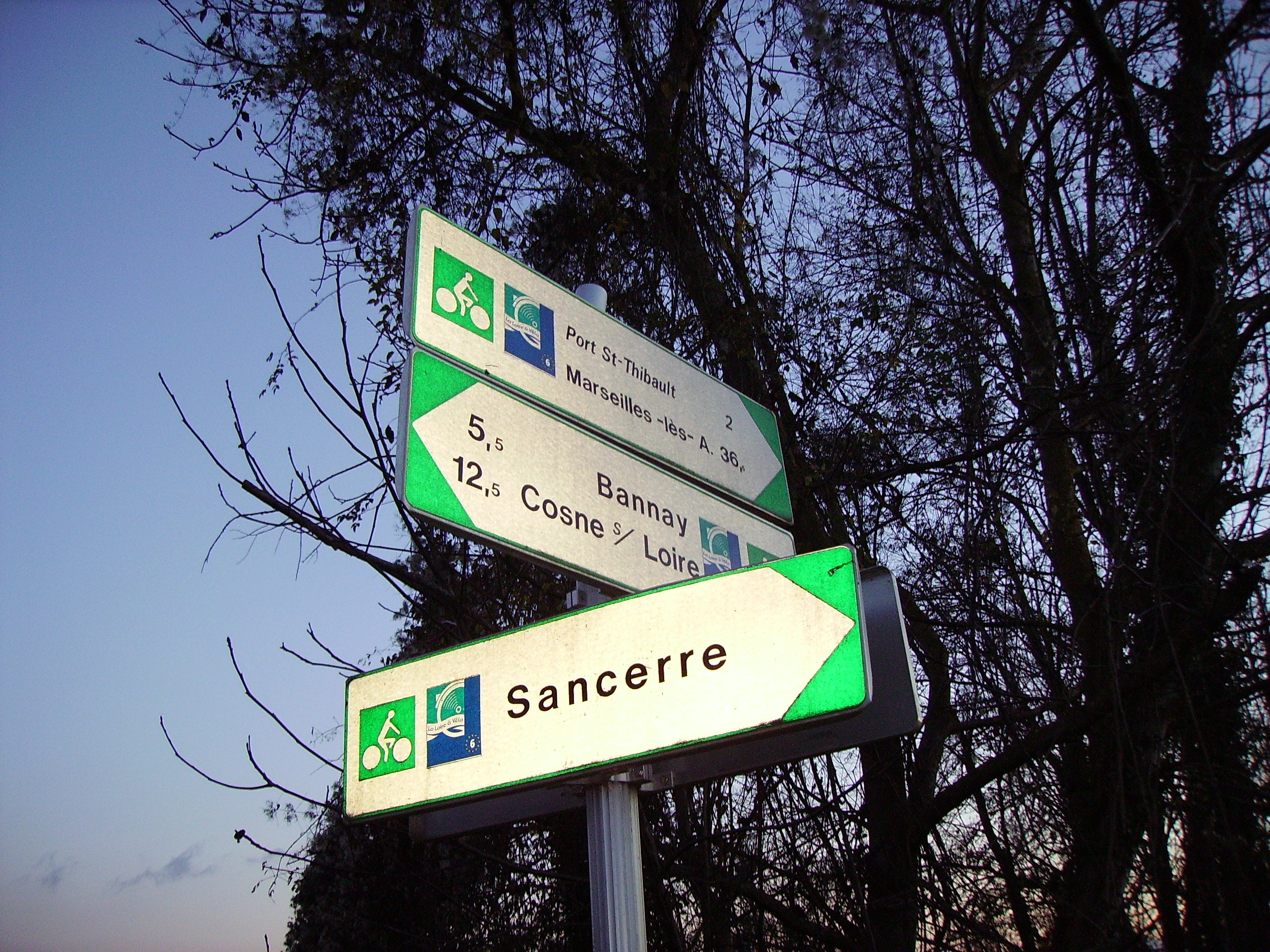
Tablice trasy rowerowej EuroVelo 6 we Francji
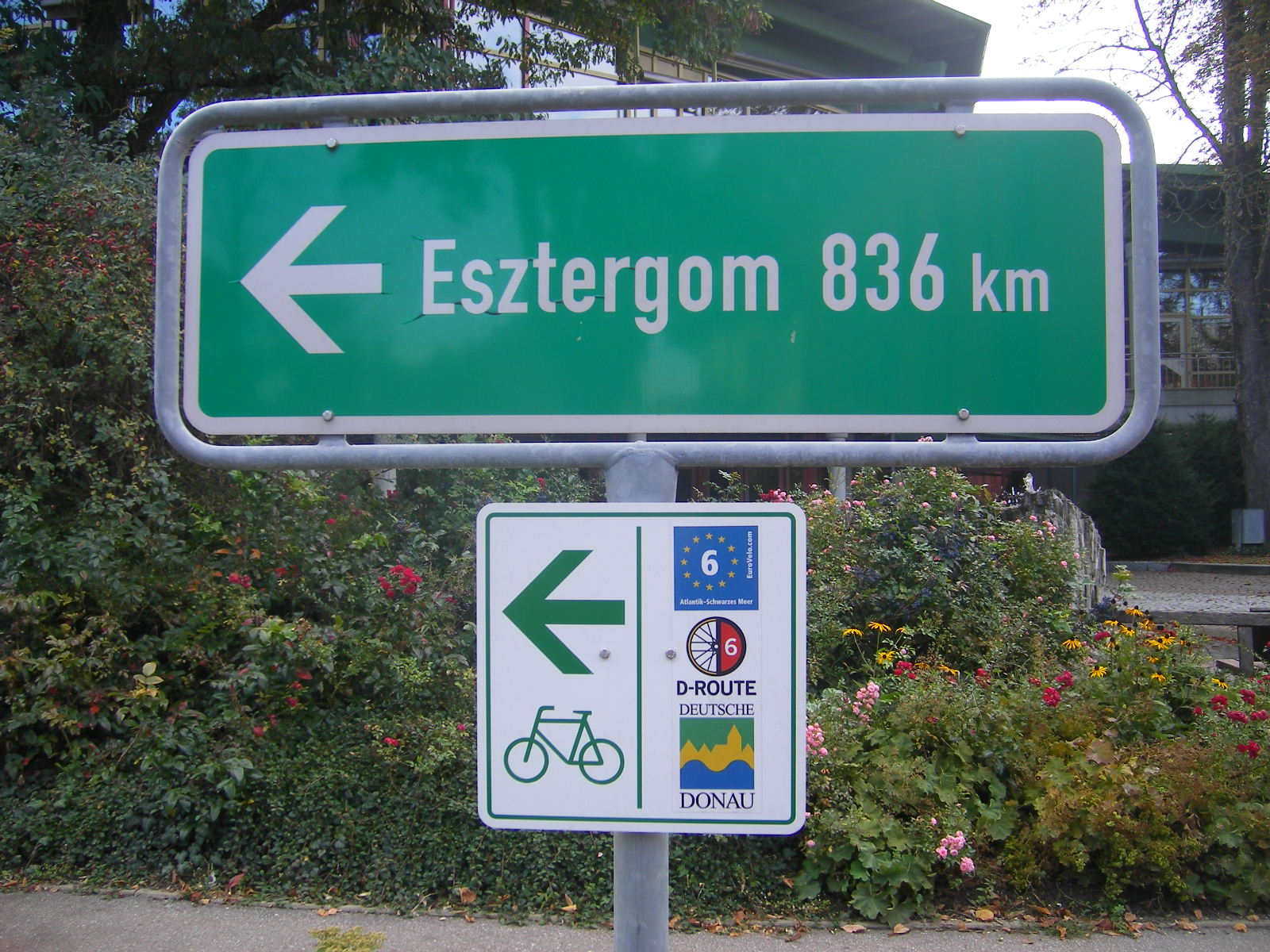
Tablice trasy rowerowej EuroVelo 6 w Niemczech
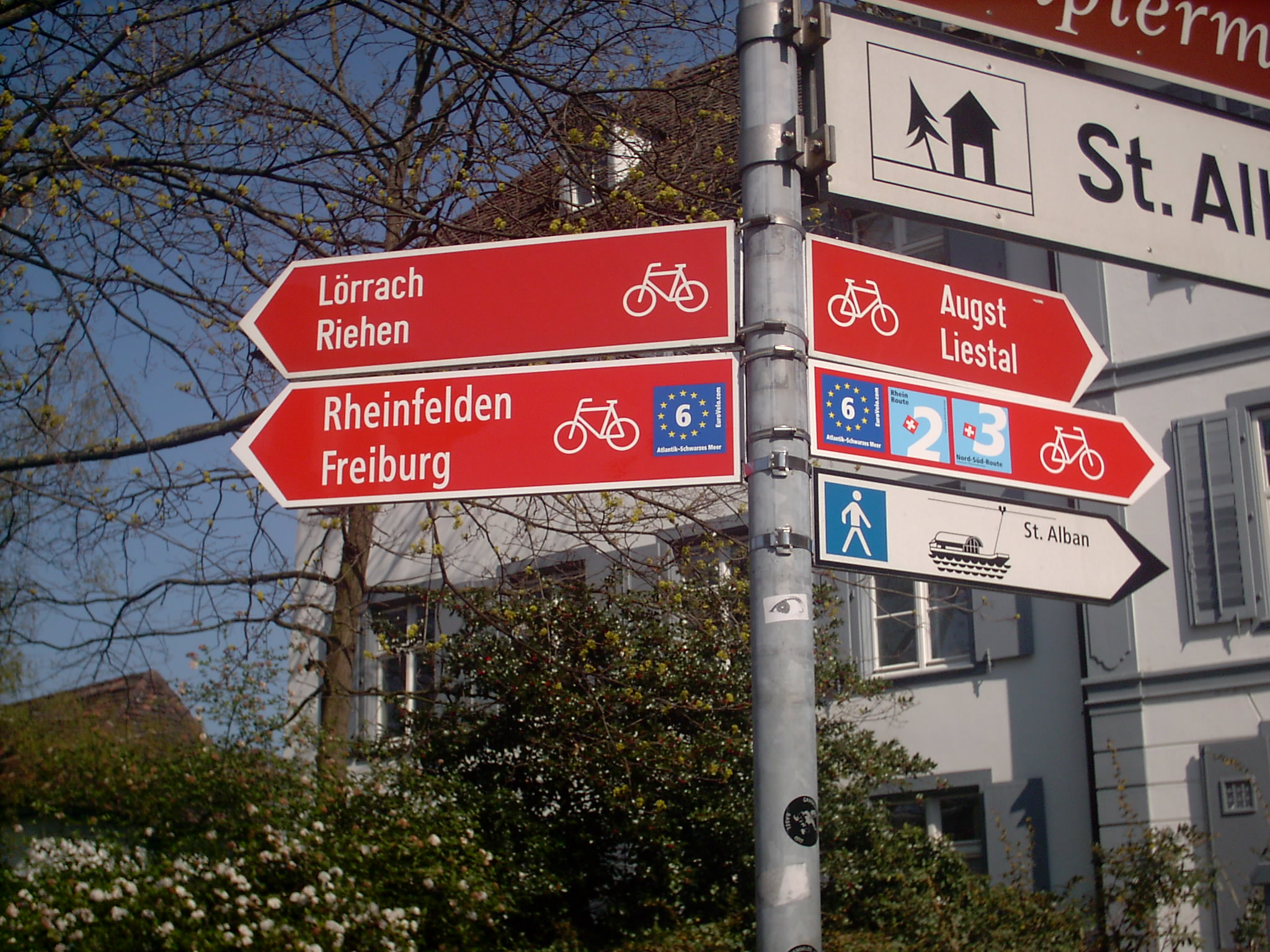
Tablice trasy rowerowej EuroVelo 6 w Szwajcarii
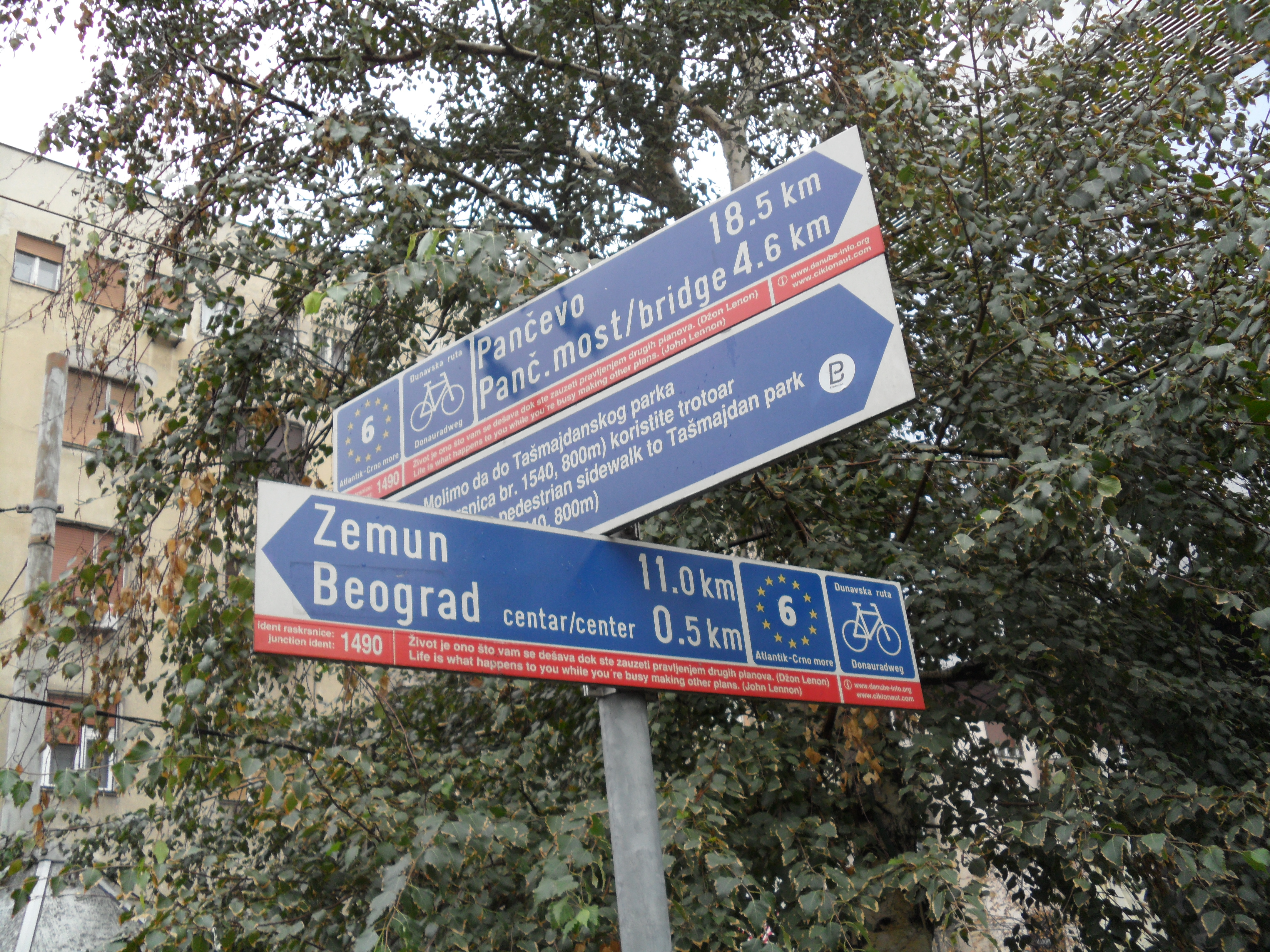
Tablice trasy rowerowej EuroVelo 6 w Serbii

## EuroVelo 7
EuroVelo 7 zwany jest jako Szlak Słońca.

## EuroVelo 8
EuroVelo 8 zwany jest jako Szlak Śródziemnomorski.

## EuroVelo 9
EuroVelo 9 zwany jest jako Bałtyk – Adriatyk lub Szlak Bursztynowy, biegnie na przestrzeni prawie 2000 km od Gdańska nad Bałtykiem w Polsce przez Czechy do Austrii, dalej do Słowenii i kończy się w Puli nad Morzem Adriatyckim w Chorwacji. Trasę poprowadzono w oparciu o jeden z najsłynniejszych szlaków europejskich, a mianowicie Szlak Bursztynowy.

### EuroVelo 9 w Polsce
EuroVelo 9 w Polsce oznaczony jest jako Szlak Rowerowy R-9.
Trasę można obejrzeć na mapie tutaj 
Trasa była w roku 2007 gotowa od Poznania do granicy z Czechami.
Na trasie znajdują się zabytki wpisane na listę Pomników historii lub Listę Światowego Dziedzictwa UNESCO:
- Gniezno – Archikatedra pw. Wniebowzięcia Najświętszej Maryi Panny i św. Wojciecha
- Poznań – historyczny zespół miasta z Ostrowem Tumskim, Zagórzem, Chwaliszewem i lewobrzeżnym Starym Miastem lokacyjnym ze średniowiecznymi osadami podmiejskimi oraz założeniem urbanistyczno-architektonicznym projektu Josefa Stübbena z początku XX w., a także Fortem Winiary, obecnie Parkiem Cytadela
- Lubiń – zespół opactwa benedyktynów wraz z Kościołem Narodzenia Najświętszej Marii Panny
- Głogówko koło Gostynia – zespół klasztorny filipinów wraz z barokowym kościołem pw. Niepokalanego Poczęcia NMP i św. Filipa Neri
- Świdnica – Kościół Pokoju
- Paczków – zespół staromiejski ze średniowiecznym systemem fortyfikacji
- Trzebnica – Międzynarodowe Sanktuarium Świętej Jadwigi Śląskiej z Zespołem Pocysterskiego Klasztoru Sióstr Boromeuszek w Trzebnicy

0. Gdańsk - Tczew - Duże Wiosło - proponowane
Odcinek wyznaczony po trasie Wiślanej Trasie Rowerowej biegnącej po dwóch stronach Wisły.
0a. Duże Wiosło - Grudziądz - Bydgoszcz - Żnin - granica województwa   - proponowane
Trasa przez województwo Kujawsko-Pomorskie została wyznaczona częściowo w oparciu o trasę Wiślanej Trasy Rowerowej. A na odcinku od Bydgoszczy na południe przebiegać ma trasą biegnącą wzdłuż miejskiego odcinka Brdy w tym mieście, wzdłuż Kanału Bydgoskiego oraz wzdłuż Kanału Noteckiego i Noteci. Następnie zaproponowo jej przebieg przez Rynarzewo, Łabiszyn i Żnin. Trasa została wybrana w konsultacjach z różnymi organizacjami rowerowymi w 2020 roku. Proponowana trasa dostępna jest np. na mapie Openstreetmap.
0b. Granica województwa - Gniezno - Poznań  - proponowane
Odcinek o granicy województwa przebiega m.in. przez Gniezno.

#### 1. Poznań – Zaorle
Odcinek w województwie Wielkopolskim koordynowany jest przez Międzygminny Związek Turystyczny „Wielkopolska Gościnna”. Odcinek Poznań – Zaorle (na granicy woj. wielkopolskiego i woj. dolnośląskiego) ma długość 142 km.
Trasa (na terenie woj. wielkopolskiego): Poznań (Jezioro Maltańskie 0,0 km) – Luboń (6,0 km) – Puszczykowo (15,4 km) – Mosina (20,8 km) – Żabno (32,2 km) – Sulejewo (34,7 km) – Brodnica (36,8 km) – Przylepki (39,8 km) – Manieczki (43,8 km) – Krzyżanowo (46,6 km) – Błociszewo (48,2 km) – Rąbiń (53,2 km) – Łuszkowo (54,7 km) – Zbęchy (60,9 km) – Bieżyń (66,9 km) – Lubiń (70,9 km) – Żelazno (74,9 km) – Stankowo (78,2 km) – Stary Gostyń (82,0 km) – Gostyń (85,3 km) – Grabonóg (90,9 km) – Taniecznica (94,0 km) – Bodzewo (94,9 km) – Domachowo (99,0 km) – Sułkowice (102,4 km) – Gębice (109,2 km) – Krzyżanki (111,0 km) – Skoraszewice (112,8 km) – Kołaczkowice (115,8 km) – Dłoń (118,9 km) – Kołaczkowo (122,9 km) – Jutrosin (128,9 km) – Dubin (132,0 km) – Zaorle (141,9 km).
Wydawnictwa
Ziemiański Szlak Rowerowy. Atlas rowerowy (1:75.000), wyd. Cartomedia 2006. Przewodnik opisuje atrakcje i przebieg Ziemiańskigo Szlaku Rowerowego, którym została częściowo poprowadzona trasa EuroVelo 9.

#### 2. Zaorle – Wrocław
Odcinkiem w północnej części województwa Dolnośląskiego (od Jutrosina do granic Wrocławia) zajmuje się Stowarzyszenie Gmin Turystycznych Wzgórz Trzebnickich i Doliny Baryczy. Odcinek Zaorle (na granicy woj. wielkopolskiego i woj. dolnośląskiego) – Wrocław ma długość 76 km.
Zaorle – Baranowice – Grabówka – Ruda Sułowska – Koniowo – Domanowice – Brzyków – Nowy Dwór – Trzebnica – Głuchów Górny – Skarszyn – Godzieszowa – Siedlec – Pasikurowice – Ramiszów – Wrocław
Wydawnictwa
Atlas rowerowy. Wzgórza Trzebnickie i Dolina Baryczy, wyd. Plan. Przewodnik opisuje szlaki rowerowe przebiegające przez tereny położone na północ od Wrocławia: Wzgórza Trzebnickie oraz Dolinę Baryczy.

#### 3. Wrocław – Paczków

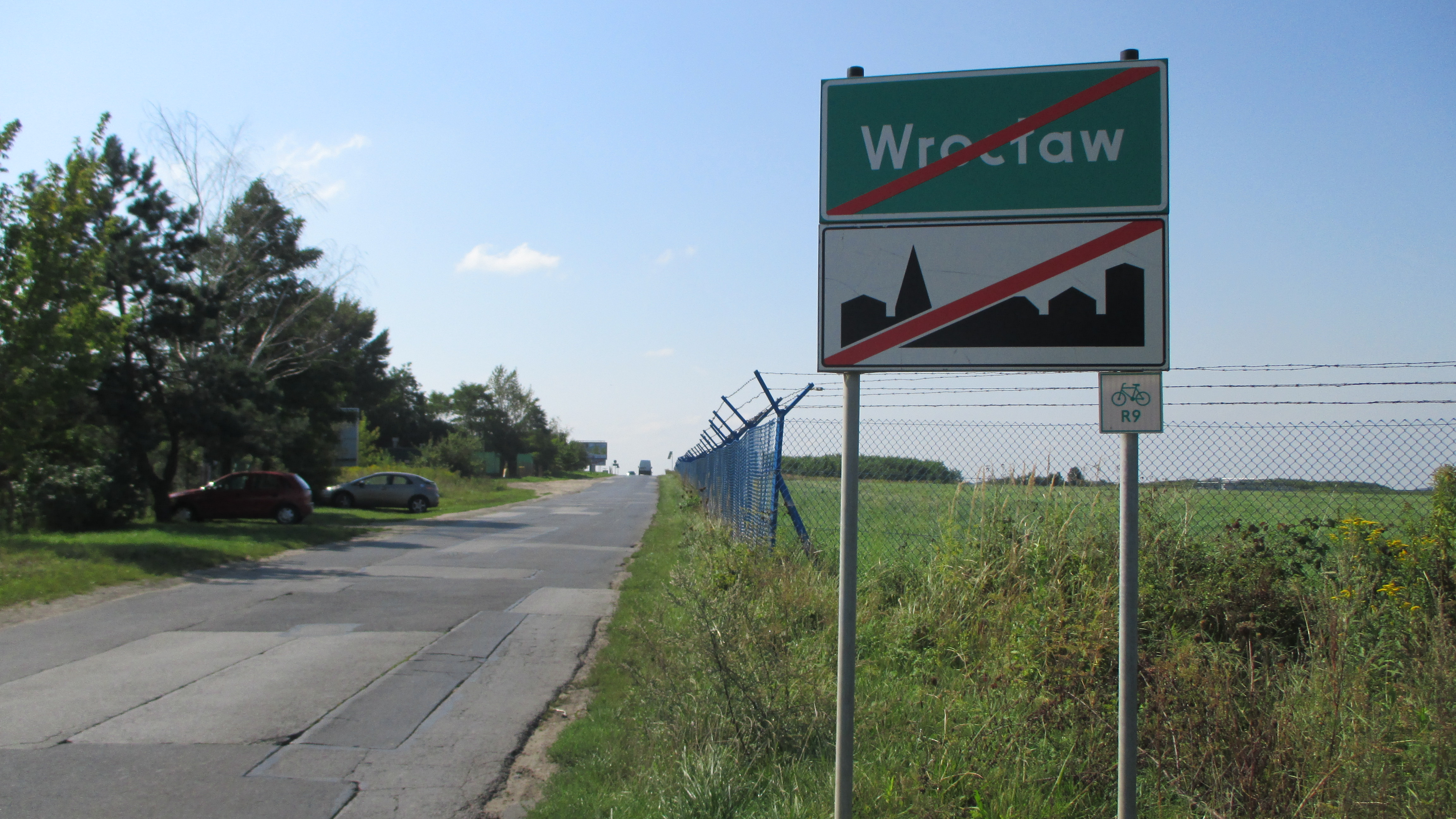
Znak R9 przy południowo-zachodniej granicy Wrocławia, w pobliżu wrocławskiego lotniska

Odcinek od Wrocławia (łącznie z miastem) do Paczkowa jest koordynowany przez wrocławską Fundację Ekorozwoju.
Na odcinku Wiry – Pieszyce wprowadzono dwa warianty przebiegu szlaku EuroVelo 9 – przez Świdnicę i Krzyżową (wariant dłuższy) lub przez gminę Dzierżoniów (wariant krótszy).
Długość szlaku na odcinku Wrocław – Paczków:
- wariant przez Świdnicę: 156 km;
- wariant przez Dzierżoniów: 139 km.

Opis szlaku (wariant dłuższy)
Wrocław – Krzeptów – Kębłowice – Małkowice – Sadowice – Wszemiłowice – Kąty Wrocławskie – Nowa Wieś Kącka – Stróża – Wawrzeńczyce – Mietków – Maniów – Garncarsko – Sobótka-Górka – Sady – Mysłaków – Wiry – Wirki – Gogołów – Jagodnik – Świdnica – Makowice – Krzyżowa – Wieruszów – Lutomia Dolna – Stachowice – Pieszyce – Bielawa – Ostroszowice – Grodziszcze – Rudnica – Jemna – Budzów-Kolonia – Brzeźnica – Potworów – Przyłęk – Suszka – Kamieniec Ząbkowicki – Śrem – Topola – Błotnica – Kozielno – Paczków
Na odcinku Wrocław – Paczków szlak biegnie w przeważającej większości drogami asfaltowymi o
niewielkich nachyleniach i zazwyczaj małym natężeniu ruchu samochodowego. Wzdłuż całej trasy stoją tablice informacyjne oraz wiaty turystyczne.
Wydawnictwa
EuroVelo 9 Wrocław – Ołomuniec, cześć polska, wyd. Dolnośląska Fundacja Ekorozwoju, Wrocław 2006.
Przewodnik po szlaku EuroVelo 9 w języku polskim i czeskim zawiera komplet map w skali 1:60.000 dla odcinka Wrocław – Ołomuniec, a także opis szlaku i informacje praktyczne.

#### 4. Paczków – Głuchołazy
Odcinek Paczków – Głuchołazy (granica państwa) ma ok. 65 km długości.
Paczków – Unikowice – Ujeździec – Dziewiętlice – Trzeboszowice – Ratnowice – Meszno – Śliwice – Broniszowice – Kałków – Buków – Siestrzechowice – Biała Nyska – Morów – Iława – Biskupów – Wilamowice Nyskie – Nowy Świętów – Bodzanów – Głuchołazy
Wydawnictwa
Trasy rowerowe Ziemi Nyskiej, wyd. Plan. Polsko-czeski przewodnik zawiera mapę regionu w skali 1:40 000 oraz opisy szlaków obecnych na terenie pogranicza nysko-jesenickiego.

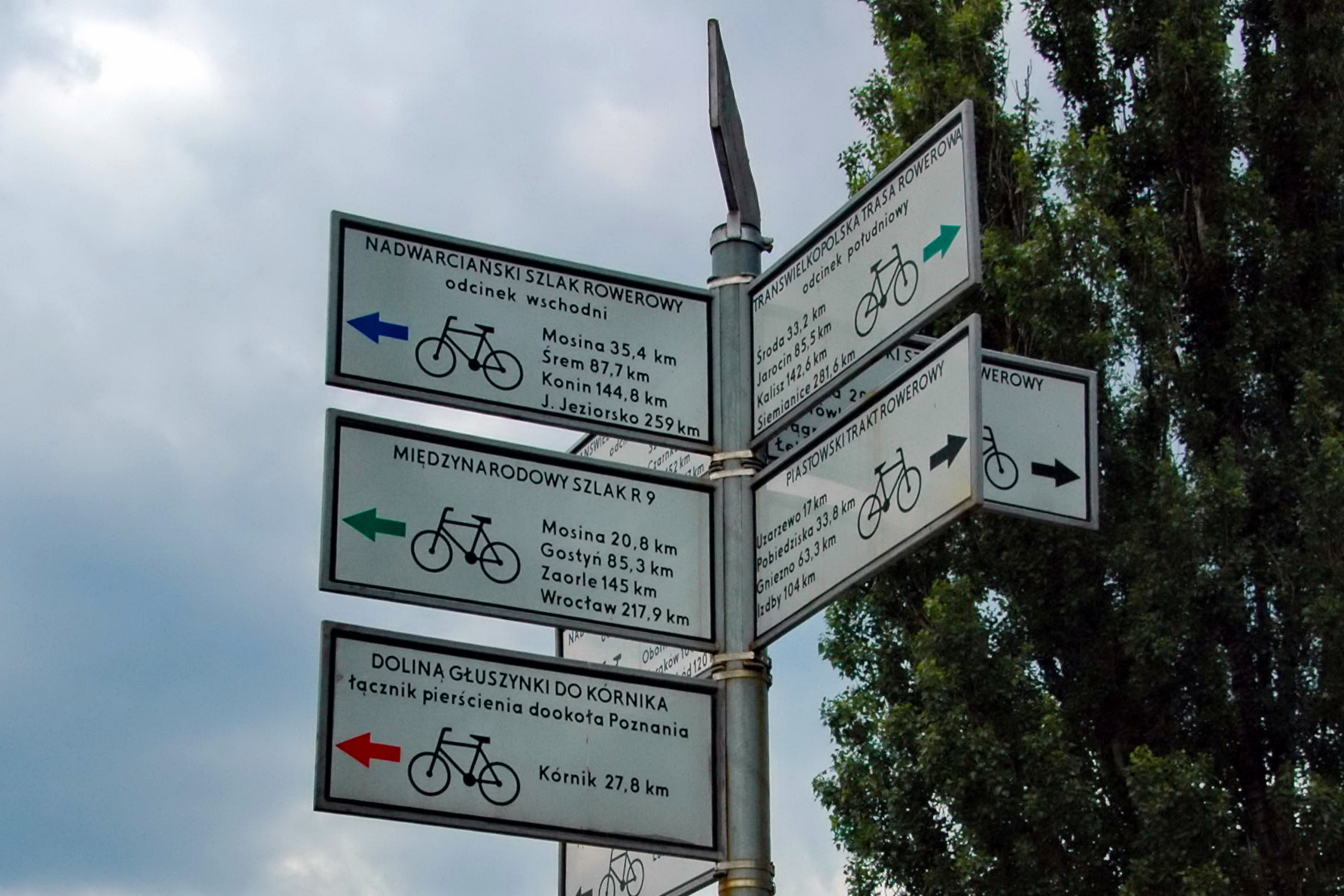
Tablice tras rowerowych w Poznaniu przy jez. Malta (wraz z trasą R-9)
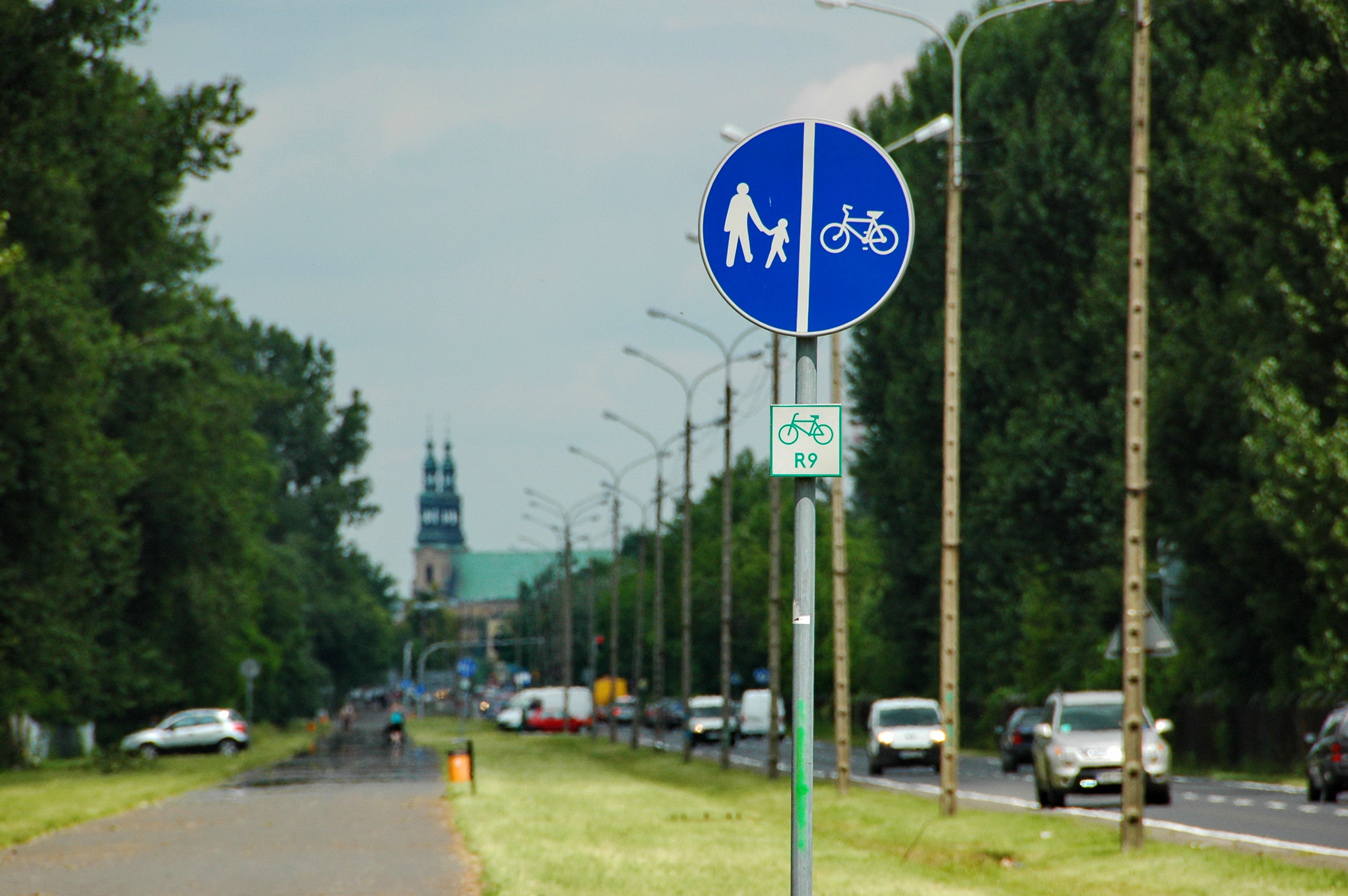
Tabliczka trasy rowerowej R-9 na ścieżce pieszo-rowerowej w Poznaniu
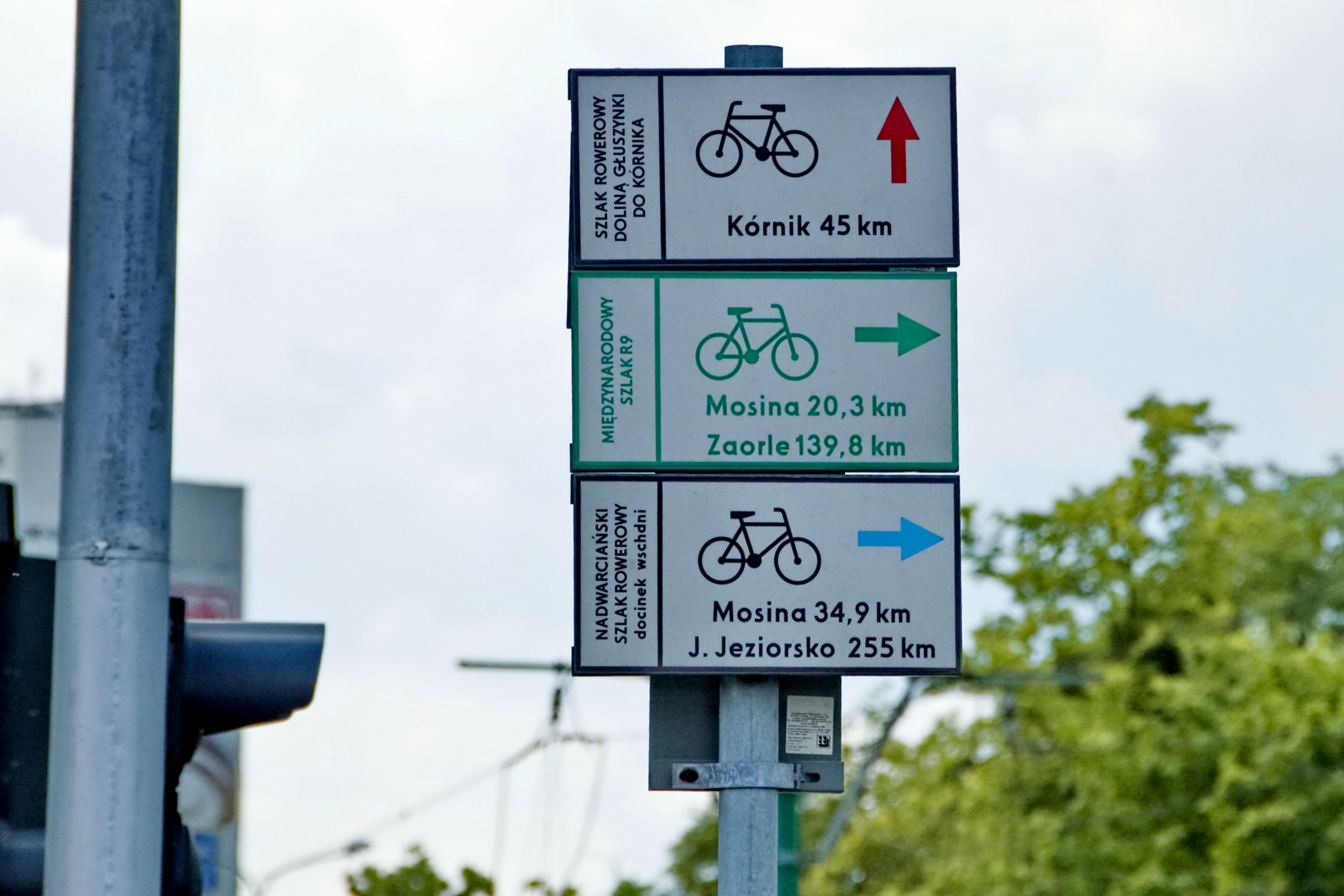
Tablica trasy rowerowej R-9 w Poznaniu
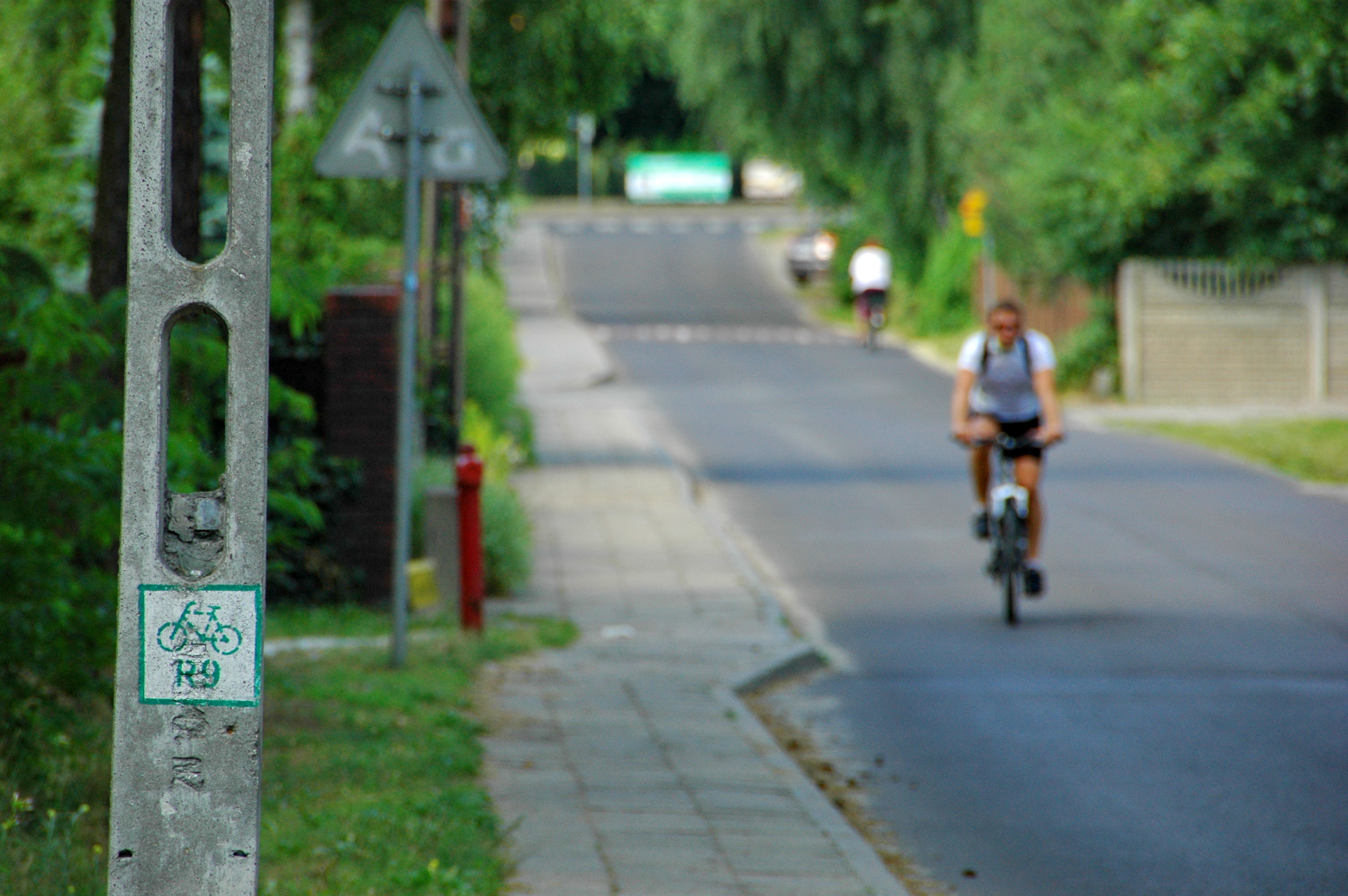
Oznakowanie trasy rowerowej R-9 w Puszczykowie
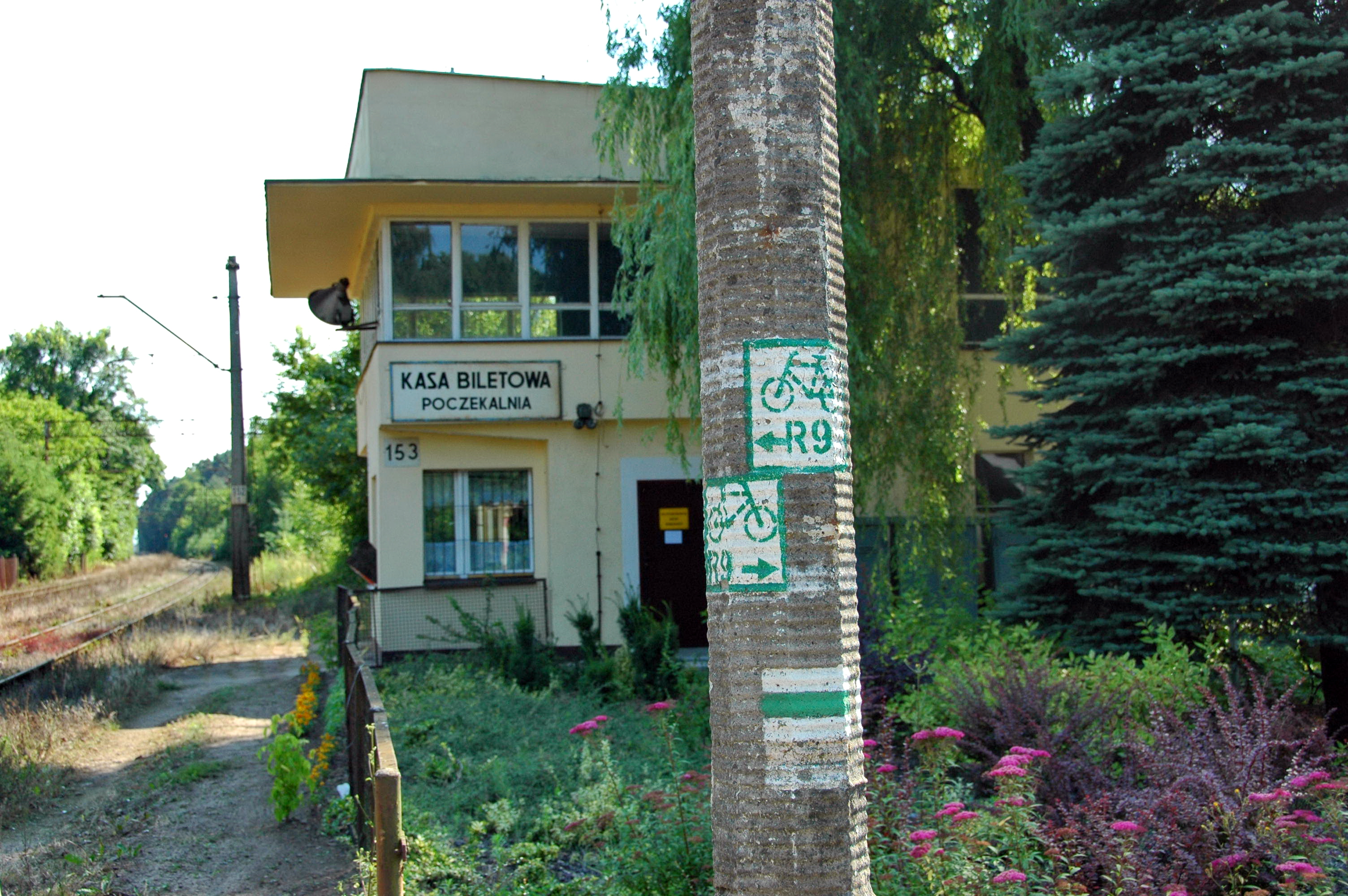
Oznakowanie trasy rowerowej R-9 przy PKP Puszczykowo
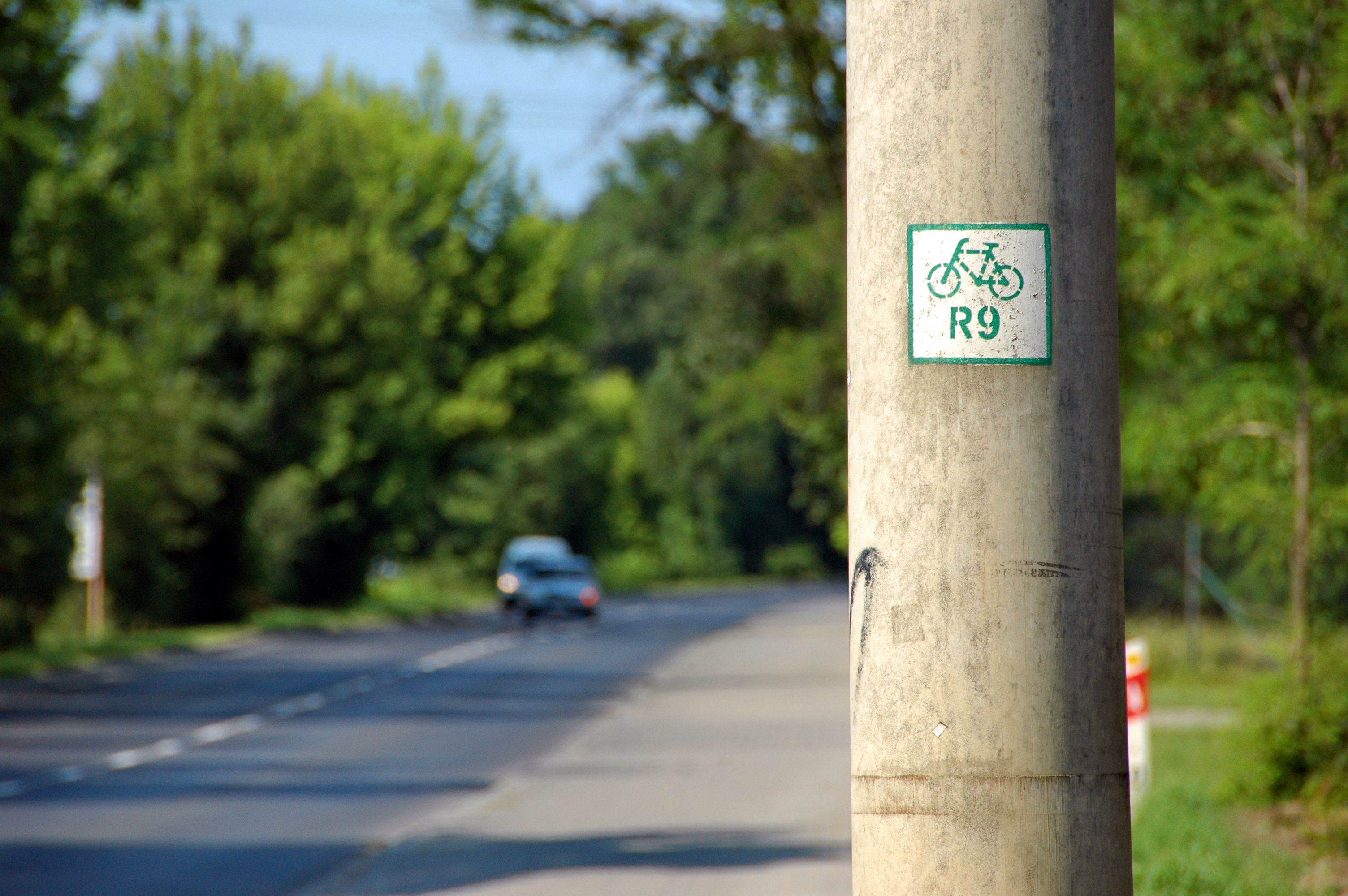
Oznakowanie trasy rowerowej R-9 w Luboniu
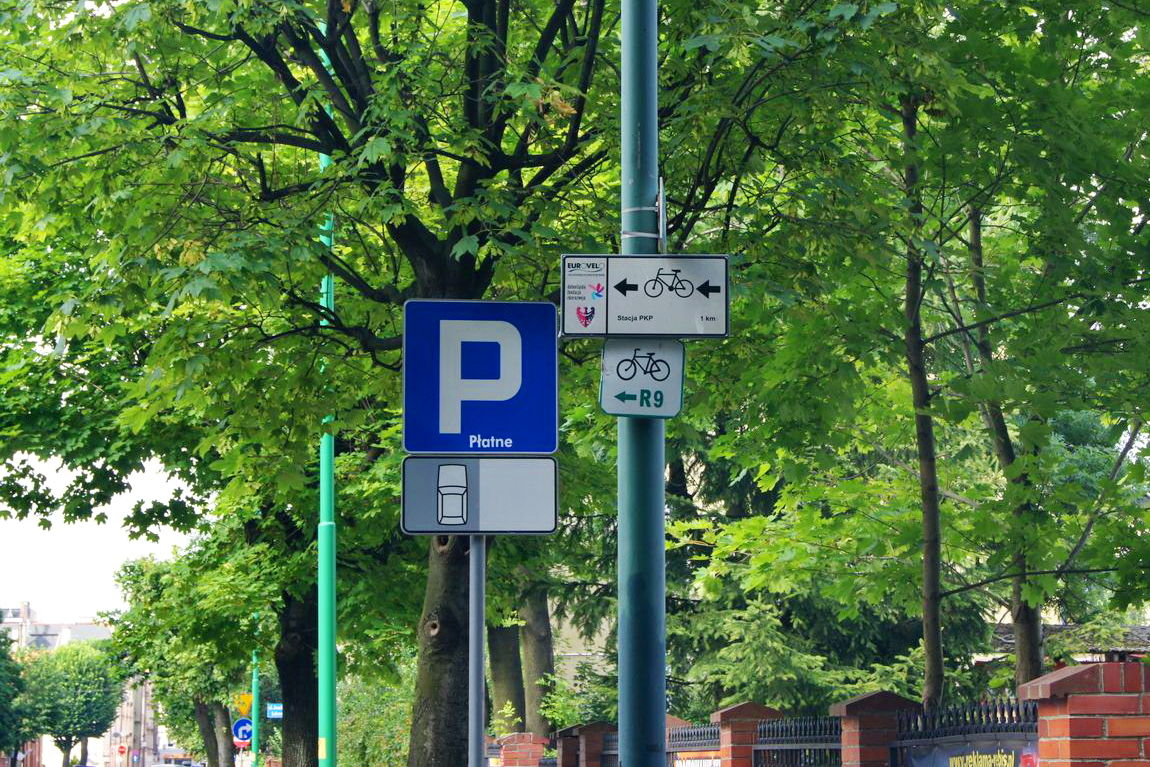
Tablice trasy rowerowej R-9 w Świdnicy
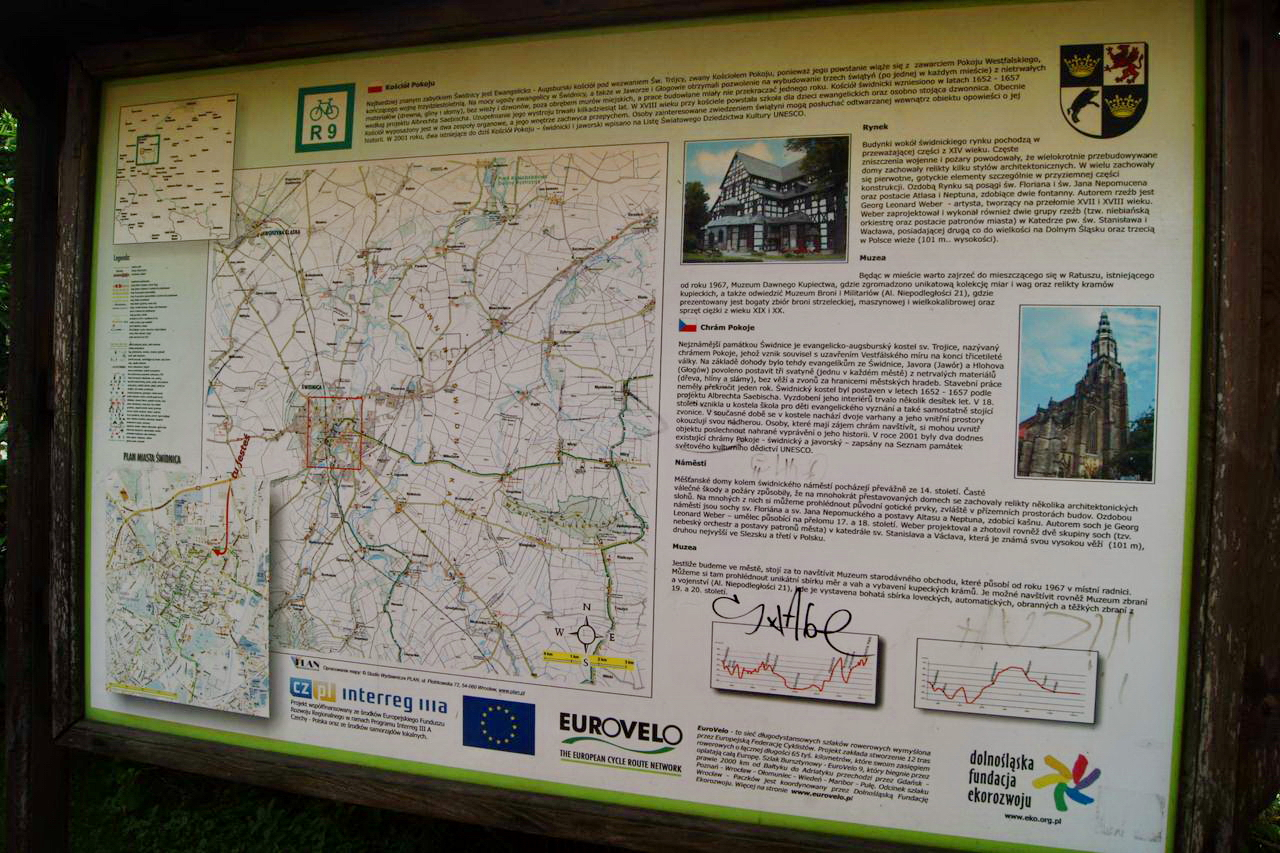
Tablica trasy rowerowej R-9 w Świdnicy

### EuroVelo 9 w Czechach
Trasę można obejrzeć na mapie tutaj cycling.waymarkedtrails.org
Na trasie znajdują się zabytki wpisane na Listę Światowego Dziedzictwa UNESCO:
- Ołomuniec – Kolumna Trójcy Przenajświętszej
- Valtice i Lednice – Krajobraz kulturowy posiadłości książąt Lichtenstein

Opis szlaku

#### 1. Mikulovice (CZ/PL) – Ołomuniec
Trasa EuroVelo 9 na tym odcinku ma 148 km długości.
Szlak EuroVelo 9 w Czechach poprowadzony jest istniejącymi już trasami rowerowymi, tzw. cyklotrasami:
- nr 54: Mikulovice – Jesionik,
- nr 53: Jesionik – Hanušovice,
- nr 51: Hanušovice – Bludov – Mohelnice – Litovel – Ołomuniec.

Trasy prowadzą zazwyczaj drogami o małym natężeniu ruchu samochodowego. W miastach zdarza się, iż jest prowadzony drogami dla rowerów, a także ulicami „pod prąd”, czyli tam gdzie auta mogą jechać w jednym, a rowery w obu kierunkach. W wielu miejscach znajdziemy miejsca postojowe, czy też tablice informacyjne – po czesku, angielsku i niemiecku.

#### 2. Ołomuniec – Poštorná (CZ/AT)
Trasa EuroVelo 9 na tym odcinku ma 210 km długości.
Szlak EuroVelo 9 w Czechach poprowadzony jest istniejącymi już trasami rowerowymi, tzw. cyklotrasami:
- nr 5: Ołomuniec – Prościejów – Plumlov
- nr 5075: Plumlov – Sloup
- nr 5: Sloup – Blansko – Brno
- W mieście Brno trasa ma ten sam przebieg co Międzynarodowy Szlak Rowerowy Greenways Kraków – Morawy – Wiedeń
- EV9: Brno – Židlochovice – Valtice – Lednice – Brzecław – Poštorná (granica czesko-austriacka)

### EuroVelo 9 w Austrii
Trasę można obejrzeć na mapie tutaj cycling.waymarkedtrails.org

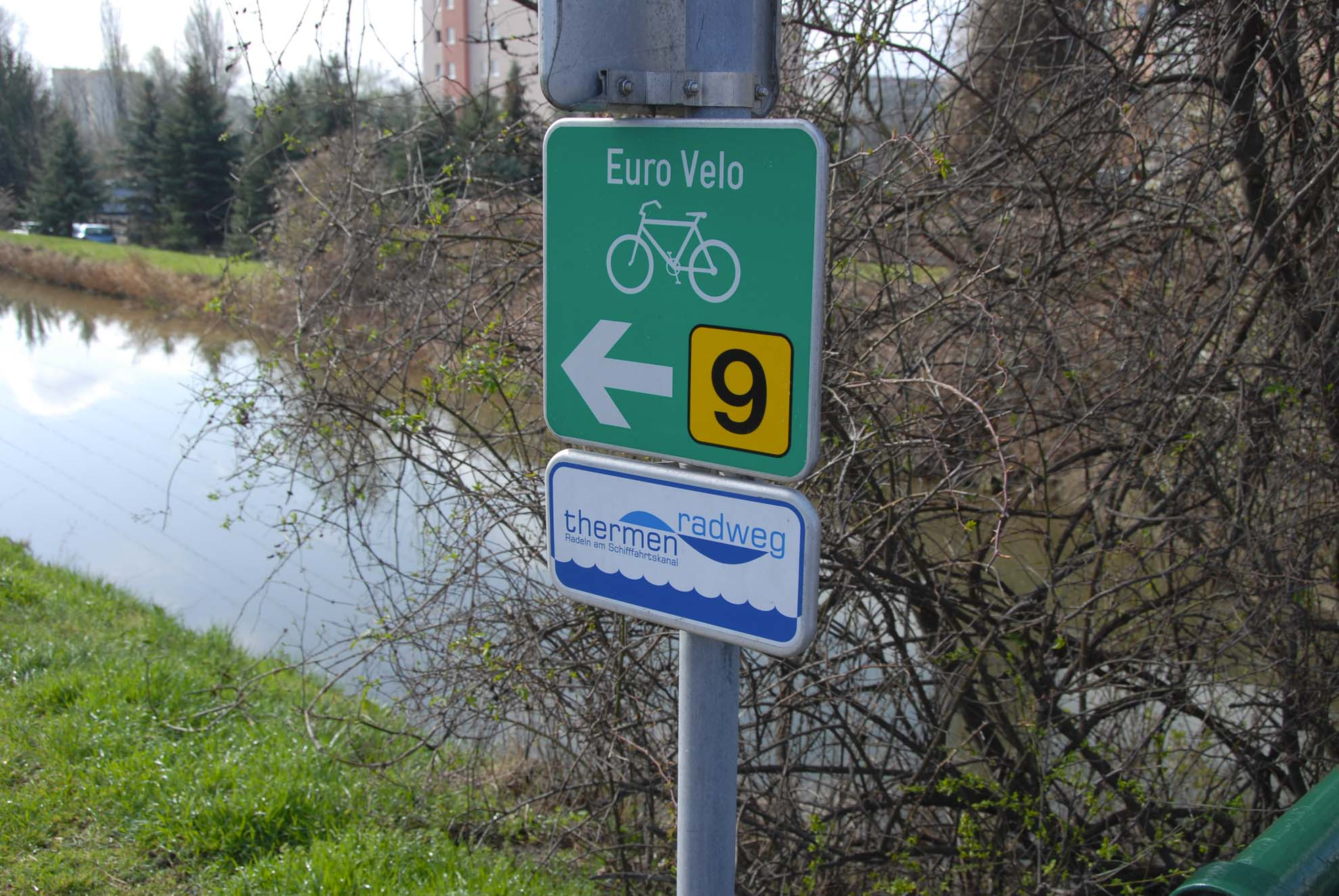
Tablica trasy rowerowej EuroVelo 9 w mieście Wiener Neustadt
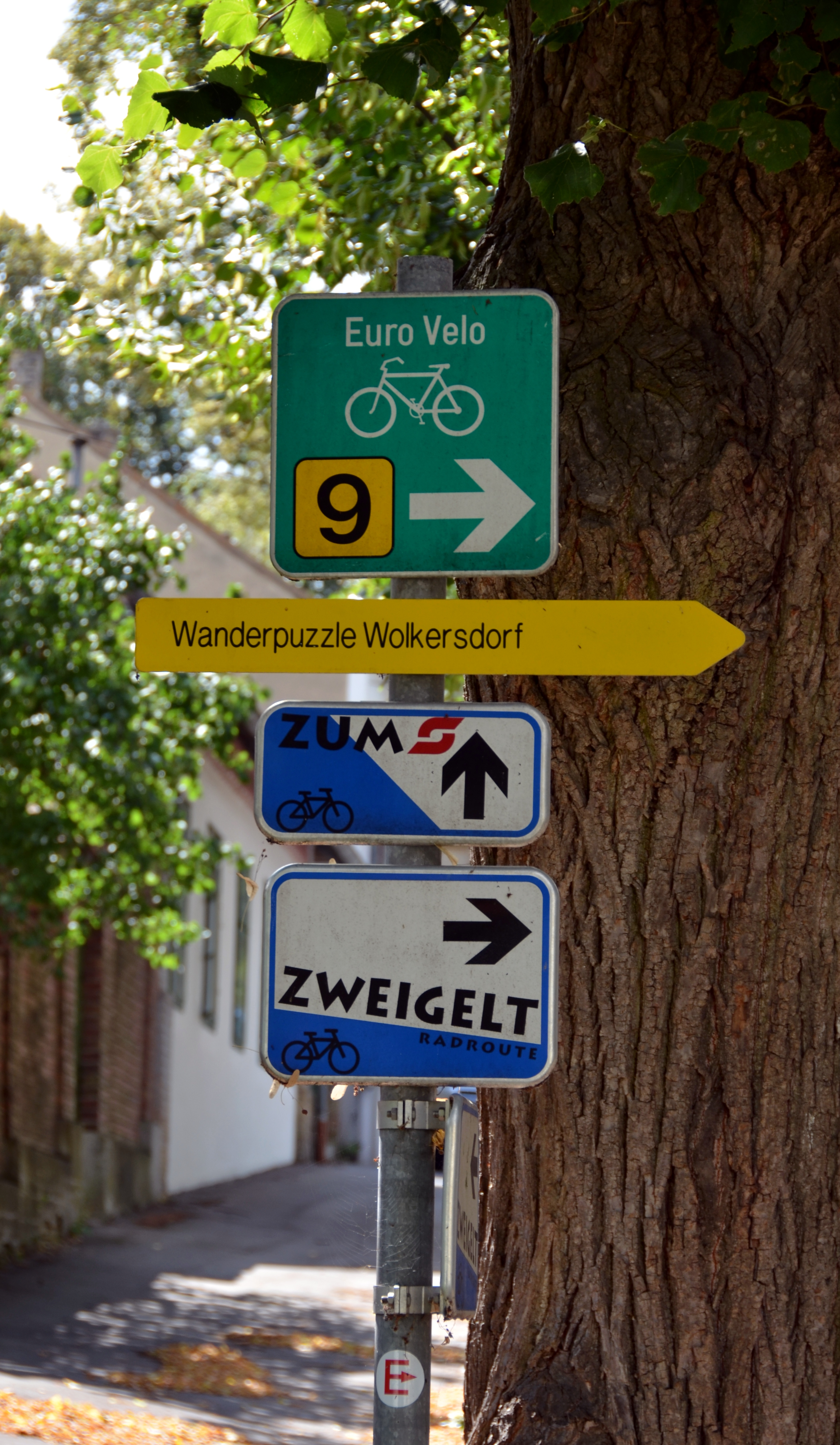
Tablica trasy rowerowej EuroVelo 9 w mieście Wolkersdorf im Weinviertel
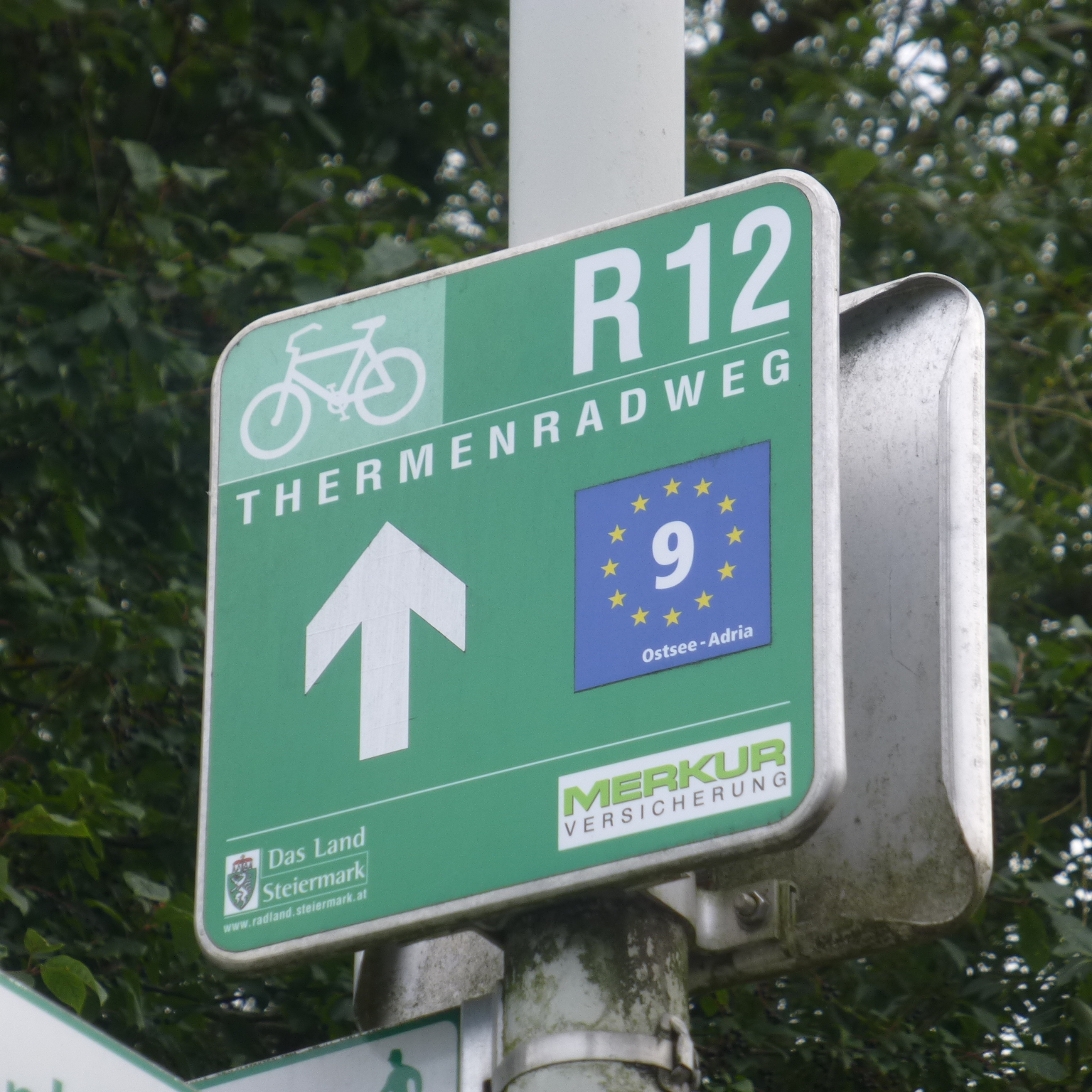
Znak trasy rowerowej EuroVelo 9 w mieście Bad Radkersburg

## EuroVelo 10
EuroVelo 10 znany jest jako Szlak Wokół Bałtyku. Jest to szlak okrężny przebiegający dookoła basenu Morza Bałtyckiego i jednocześnie przez 7 państw: Rosja, Finlandia, Szwecja, Dania, Niemcy, Polska, Litwa, Łotwa, Estonia.

### EuroVelo 10 w Polsce
EuroVelo 10 w Polsce oznaczony jest jako Szlak Rowerowy R-10. Przebiega przez tereny województw: zachodniopomorskiego, pomorskiego i warmińsko-mazurskiego. Prowadzi głównie drogami leśnymi oraz mało uczęszczanymi asfaltowymi, ale zdarzają się też błotniste ścieżki (w Klukach), jak i drogi wojewódzkie (nr 11). Wbrew nazwie „Europejska nadmorska trasa rowerowa” bardzo często odchodzi od linii brzegowej na kilkanaście km (np. Wicko, Główczyce).
Świnoujście – Międzyzdroje – Dziwnów – Rewal – Kołobrzeg – Mielno – Darłowo – Jarosławiec – Ustka – Łeba – Władysławowo – Puck – Błądzikowo – Rzucewo – Gdynia – Sopot – Gdańsk – Elbląg – Frombork – Braniewo – Gronowo
W przebyciu trasy może pomóc przewodnik na odcinku Rusinowo-Stilo dostępny za darmo w internecie  (w formie drukowanej do kupienia w Informacji Turystycznej m.in. w Ustce).
Nadmorski 20 km odcinek Gdańsk - Sopot - Gdynia, przebiega wzdłuż plaży, i należy do najbardziej zatłoczonych tras eurovelo. 
Trasę można obejrzeć na mapie tutaj cycling.waymarkedtrails.org

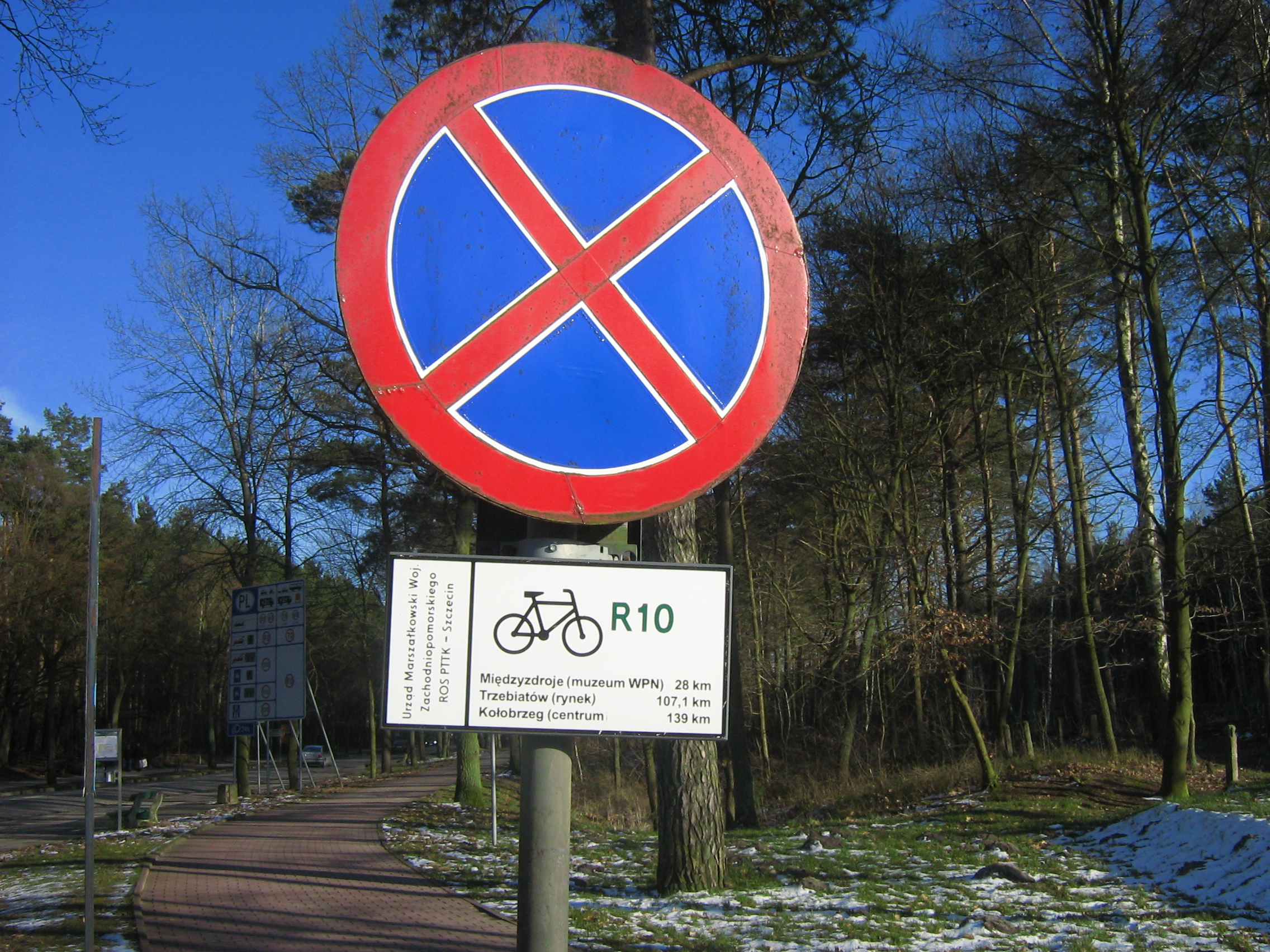
Tablica trasy rowerowej EuroVelo 10 (R-10) przy granicy z Niemcami
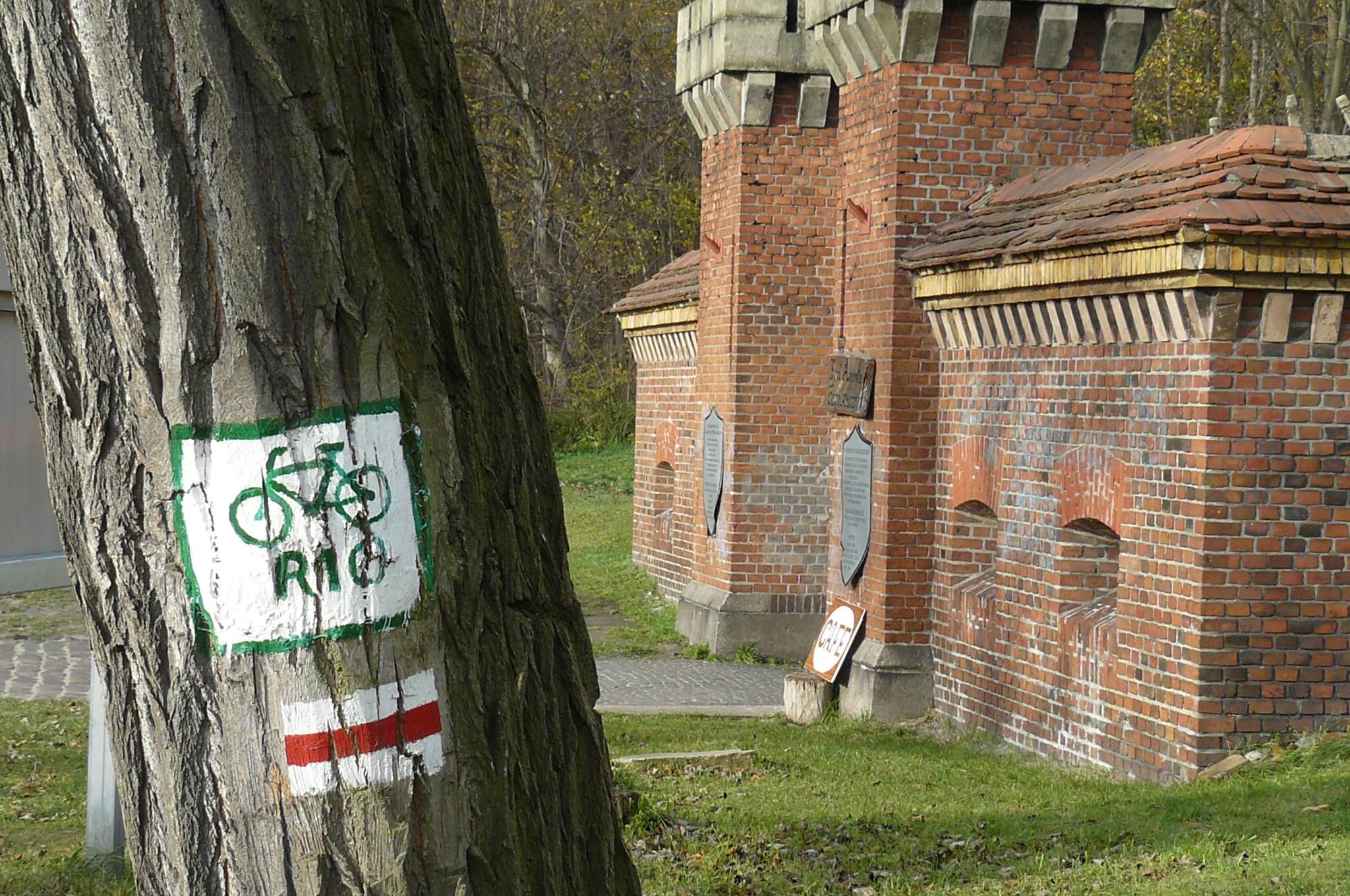
Tablica trasy rowerowej EuroVelo 10 (R-10) w Świnoujściu
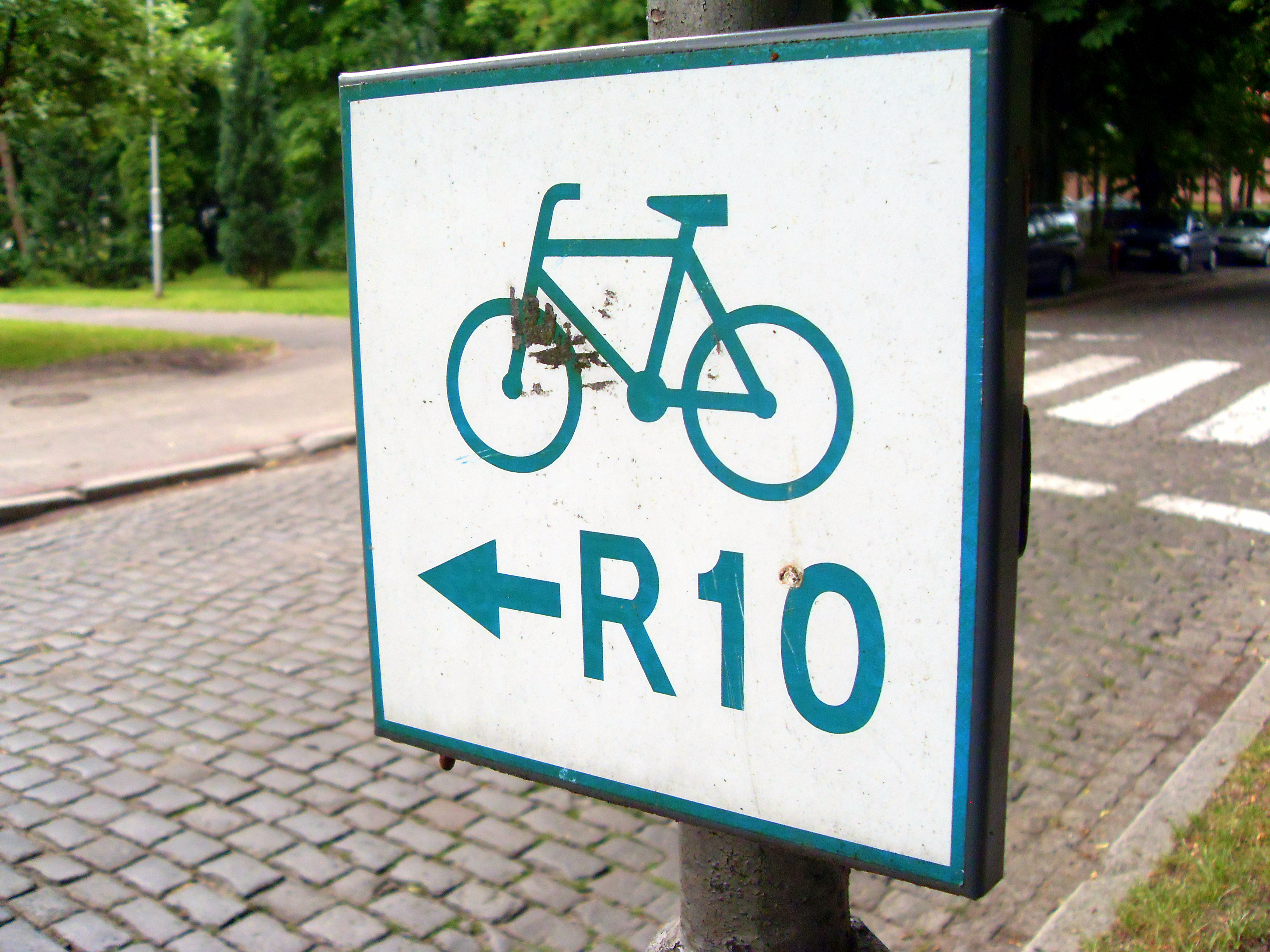
Tablica trasy rowerowej EuroVelo 10 (R-10) w Kołobrzegu

## EuroVelo 11
EuroVelo 11 zwany jest jako Szlak Europy Wschodniej

### EuroVelo 11 w Polsce
EuroVelo 11 w Polsce oznaczony jest jako Szlak Rowerowy R-11.

## EuroVelo 12
EuroVelo 12 zwany jest jako Szlak Wokół Morza Północnego. Jest to szlak okrężny przebiegający dookoła Morza Północnego. Mimo numeru 12, szlak ten został otwarty jako pierwszy – miało to miejsce w czerwcu 2001. Trasa długości niecałych 6000 km biegnie przez 6 państw: Norwegia, Szwecja, Dania, Niemcy, Holandia i Wielka Brytania. Figuruje w Księdze Rekordów Guinnessa jako najdłuższa ciągła oznaczona ścieżka rowerowa.

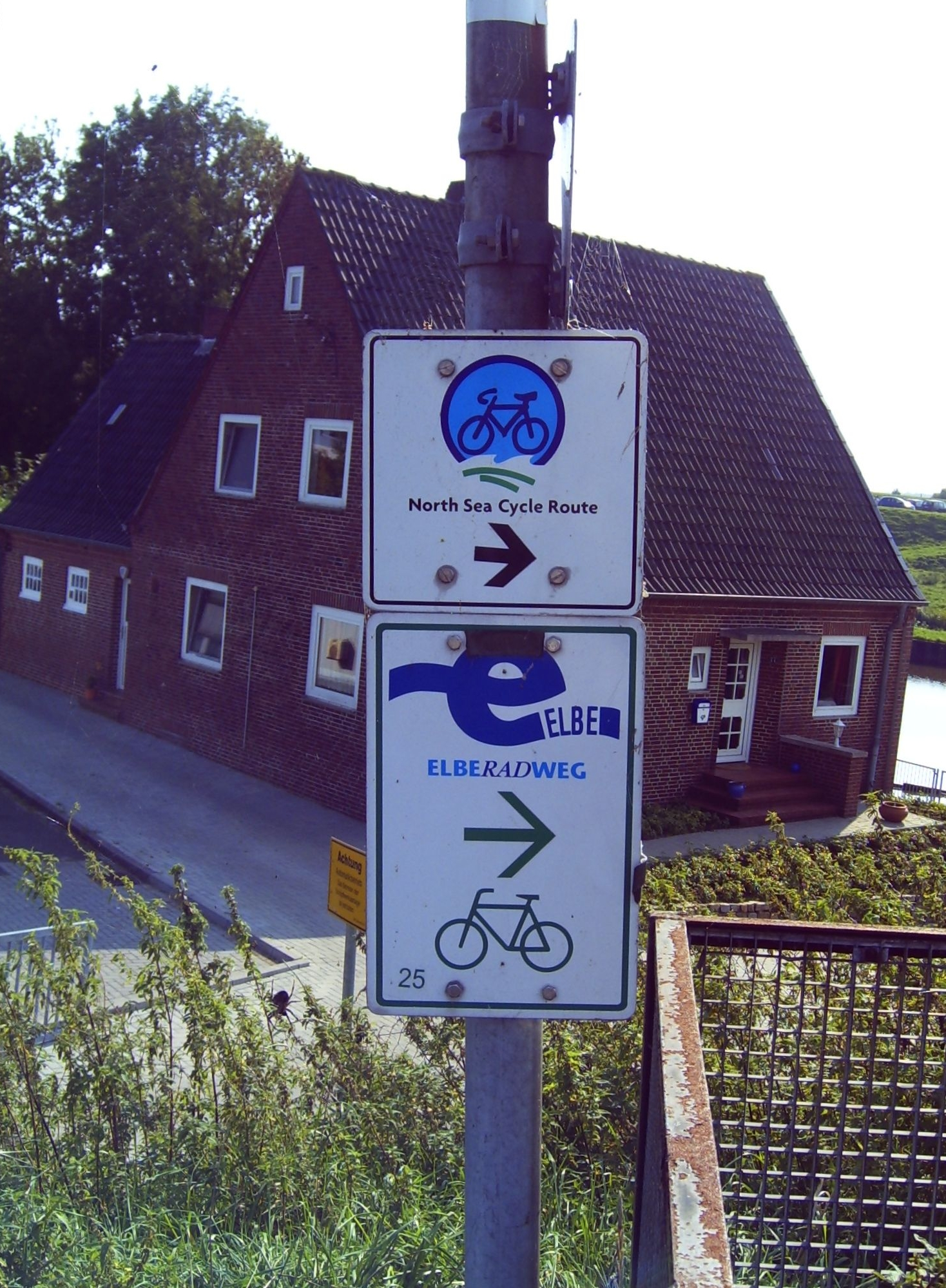
Tablica EuroVelo 12 (North Sea Cycle Route) w Niemczech
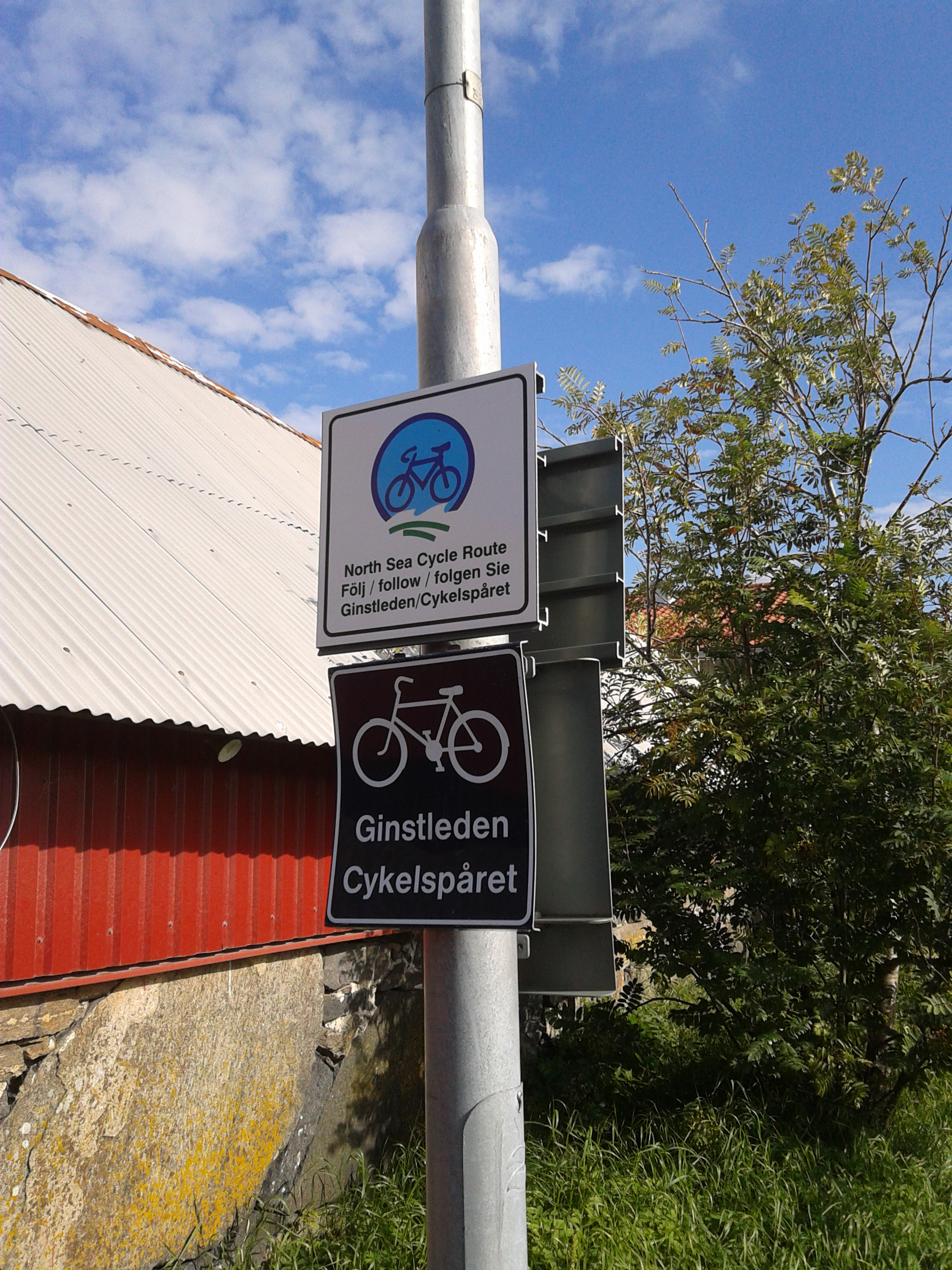
Tablica EuroVelo 12 (North Sea Cycle Route) w Szwecji

## EuroVelo 13

### EuroVelo 13 w Polsce
EuroVelo 13 zwany jest jako Szlak Żelaznej Kurtyny.
EV13 w Polsce, nakłada się w całości na szlak rowerowy EuroVelo 10.

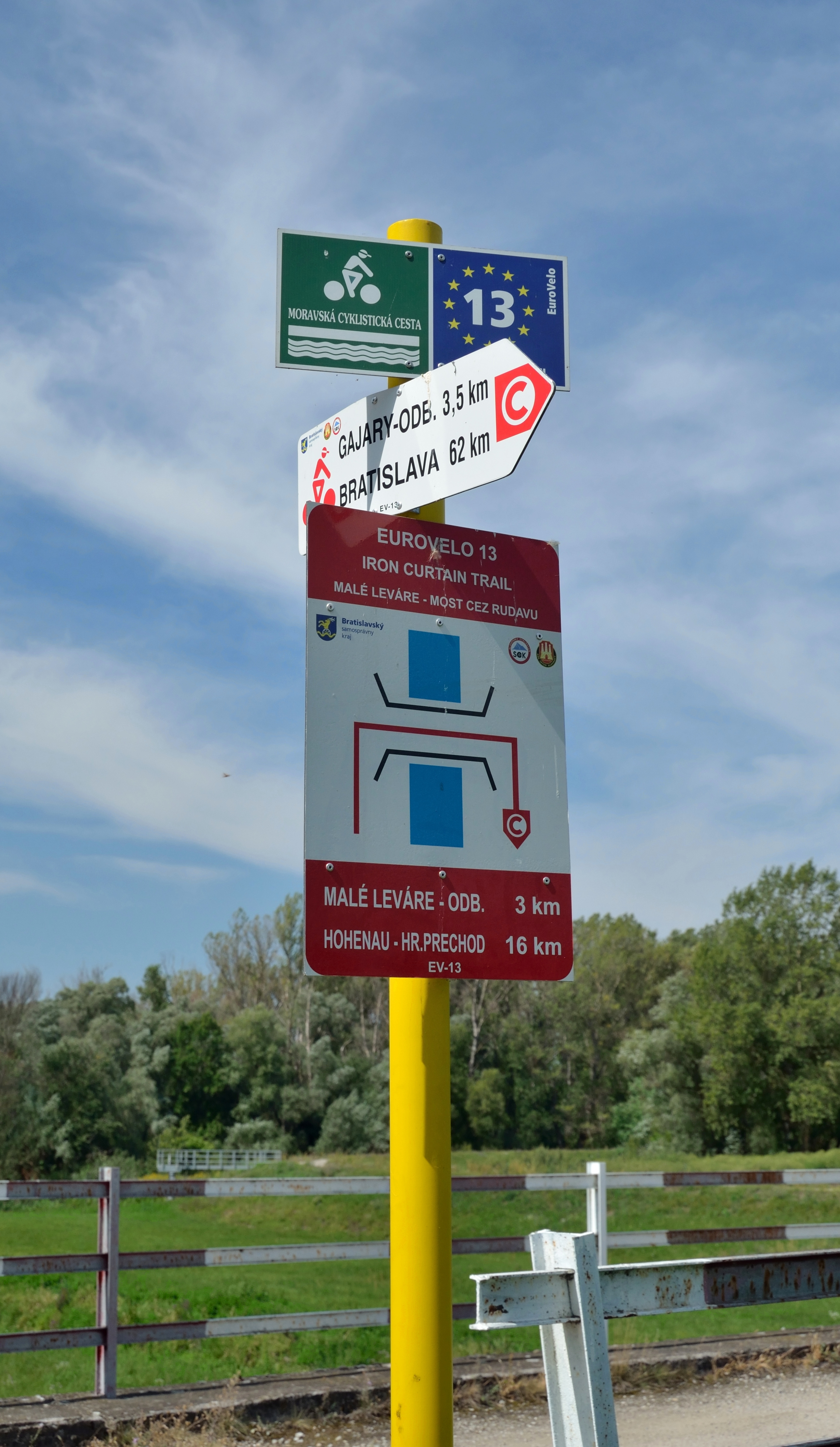
Tablica trasy rowerowej EuroVelo 13 na Słowacji
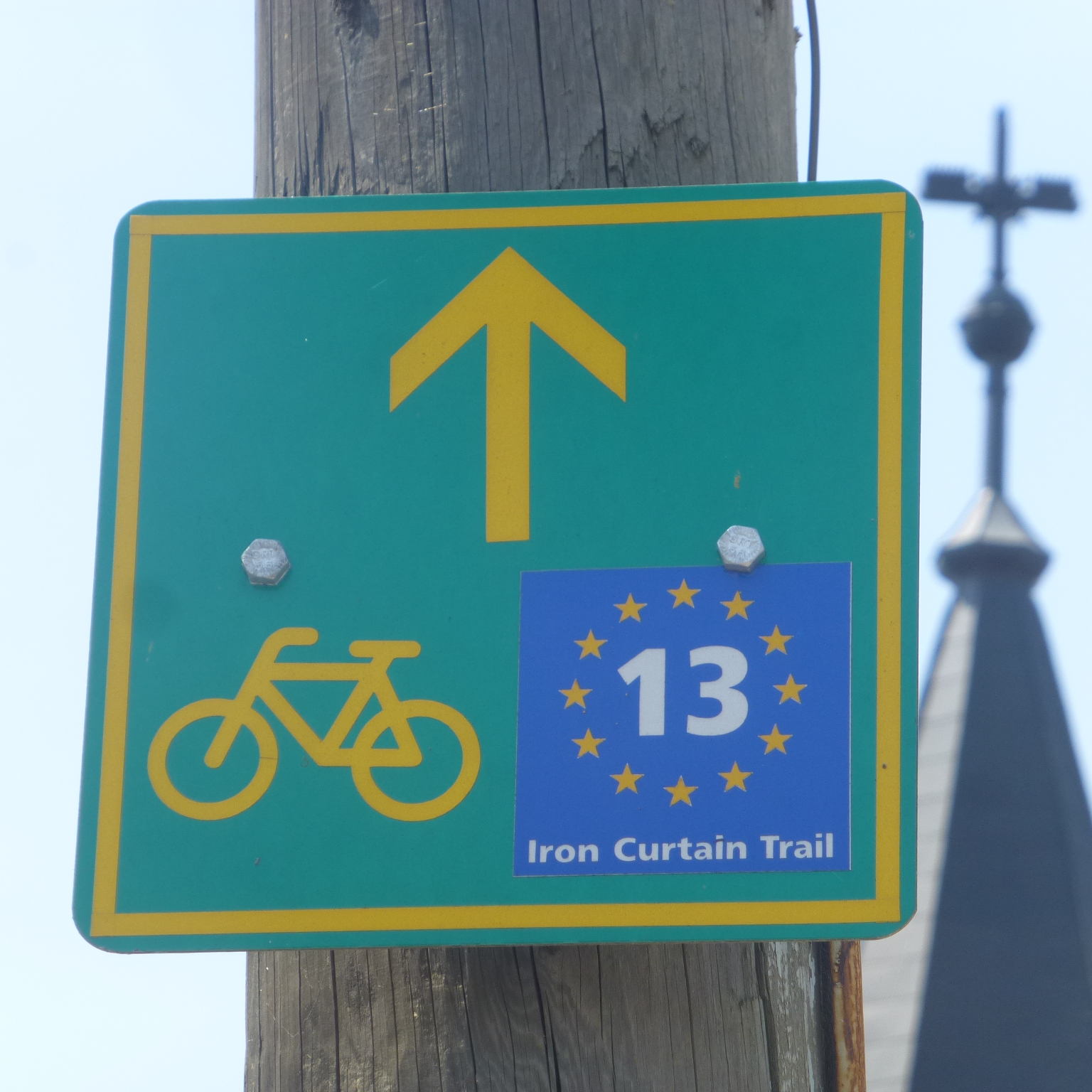
Tablica trasy rowerowej EuroVelo 13 na Węgrzech
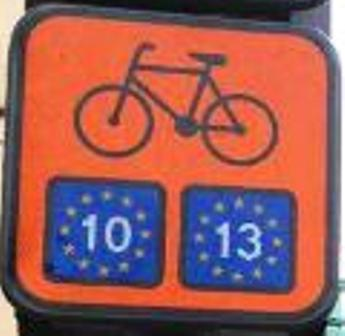
Tablica trasy rowerowej EuroVelo 10 / 13 w Gdańsku

## EuroVelo 15
EuroVelo 15 zwany jest jako Szlak Renu.